# Deportivo Guadalajara
Der Club Deportivo Guadalajara (deutsch Sportverein Guadalajara), kurz CD Guadalajara, auch bekannt unter dem Spitznamen Chivas (spanisch für Ziegen), im deutschen Sprachraum meist Deportivo Guadalajara, ist ein Profifußballverein aus Guadalajara, der zweitgrößten Stadt Mexikos.
Mit zwölf Titeln ist Deportivo Guadalajara in der heimischen Liga die zweiterfolgreichste Mannschaft hinter dem Erzrivalen Club América, der mit 15 Titeln Rekordmeister der mexikanischen Liga MX ist. Beide Vereine sind die einzigen, die seit der Einführung 1943 ununterbrochen in der mexikanischen Profiliga vertreten sind. Ihre Duelle sind das „Spiel des Jahres“ in Mexiko, ähnlich wie zwischen Boca Juniors und River Plate in Argentinien oder Real Madrid und Barcelona in Spanien.
Die erfolgreichste Phase waren die neun Jahre zwischen 1956/57 und 1964/65, in denen sieben Meistertitel errungen wurden. Bis heute ist der Verein der einzige, der die 1943/44 eingeführte Profiliga viermal in Folge (von 1959 bis 1962) gewann. In dieser Zeit erhielt die Mannschaft den Beinamen Campeonísimo. In der jüngeren Vergangenheit war die Mannschaft, die traditionell ausschließlich aus in Mexiko geborenen Spielern besteht, eher im Pokalwettbewerb und auf internationaler Ebene erfolgreich. So erreichte sie zwischen 2005 und 2010 dreimal das Halbfinale der Copa Libertadores, wobei sie sich im Jahr 2010 für das Finale qualifizierte. Die bedeutendsten Titel auf internationaler Ebene waren der Gewinn des CONCACAF Champions’ Cup im Jahr 1962, als das Turnier zum ersten Mal ausgetragen wurde, sowie der Gewinn seines Nachfolgewettbewerbs CONCACAF Champions League im Jahr 2018.

## Geschichte

### Die frühen Jahre des Vereins

Das frühe Logo stellt ein C und ein G (für Club Guadalajara) dar. [https://www.superchiva.com/escudos Alle Logos bei superchiva.com

Diese mehrere Meter hohe Statue in der Fußgängerzone von Guadalajara zeigt das Stadtwappen, das mit Wirkung vom 4. November 1923 in das noch heute gültige Logo des Club Deportivo Guadalajara aufgenommen wurde.

Frühes Vereinslogo.

Stadtwappen von Brügge

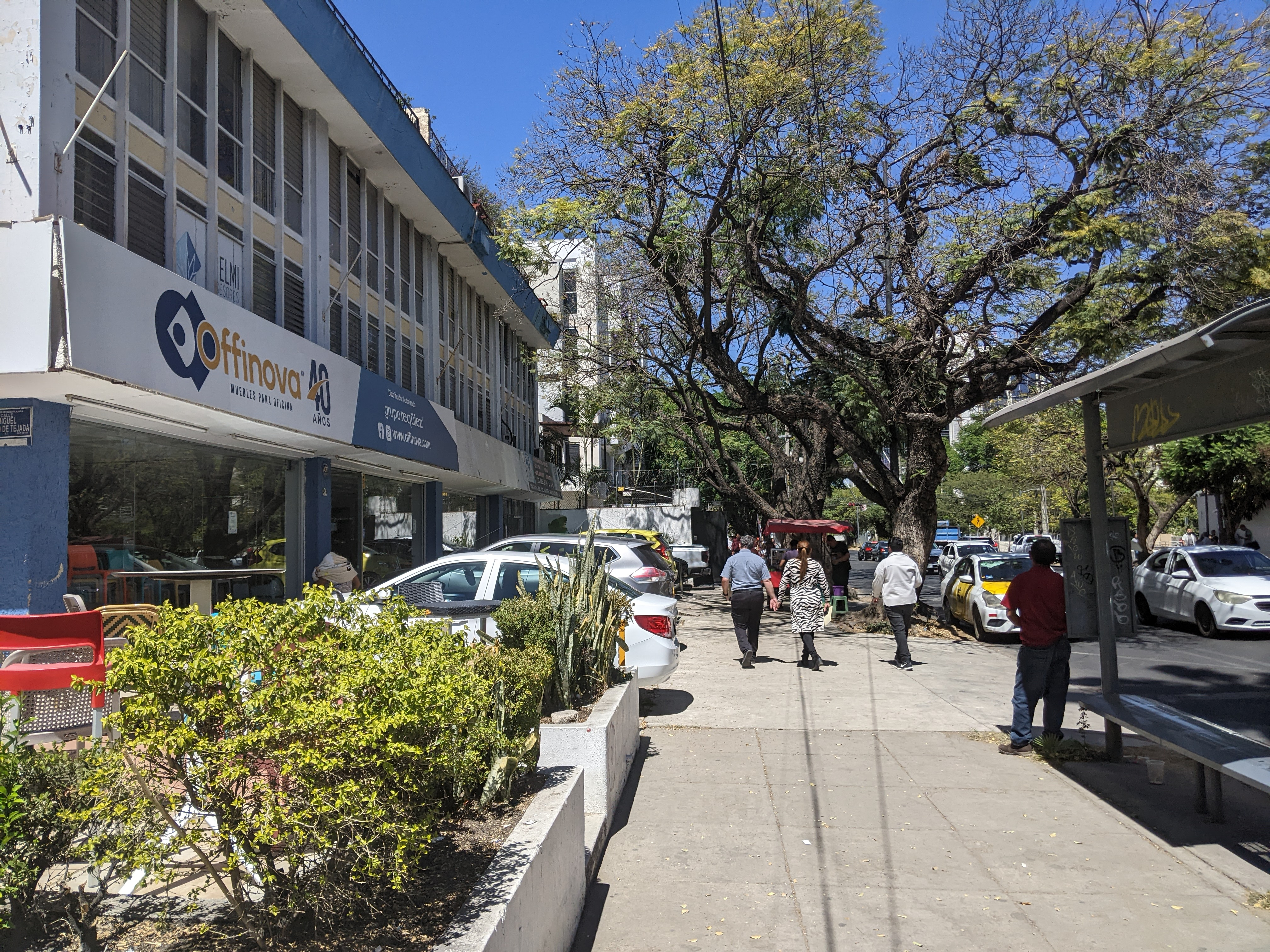
Die Avenida Unión im Jahr 2025 an etwa jener Stelle, an der der Verein 1906 sein allererstes Spiel bestritt.

Im Jahr 1906 gründeten Mexikaner gemeinsam mit belgischen und französischen Immigranten einen Fußballverein mit dem Namen Club Unión. Der Name wurde von der Avenida Unión übernommen; einer Straße, an deren Kreuzung zur benachbarten Avenida Bosque (heute José Guadalupe Zuno Hernandez) sich damals eine unbebaute Fläche befand, auf der das erste Spiel des noch jungen Vereins ausgetragen wurde.
Über die Jahrzehnte hinweg hat sich die Version durchgesetzt, wonach die Initiative zur Gründung von dem Belgier Edgar Everaert ausging, der am 15. September 1904 nach Guadalajara gekommen war. Der in Brügge geborene Everaert war bereits in seiner Kindheit mit dem runden Leder in Berührung gekommen und Überlieferungen zufolge ein Anhänger des Club Brügge.
Dagegen besagen die Aufzeichnungen von Gabriel Orozco, dass der Club Unión auf Bestreben seines Vaters, Gregorio Orozco, gegründet wurde. Unter jenen, die sich seinem Projekt anschlossen, befand sich auch Edgar Everaert, die Franzosen Calixto Gas, Juan Billon, Bonmark, Ernesto Caire, die Brüder Augusto und Calixto Teissier sowie der Schweizer Max Woog und mehrere Bewohner von Mexicaltzingo, einem Viertel südlich des Stadtzentrums von Guadalajara.
Gregorio Orozco wurde am 17. Juli 1889 geboren. Den Fußball lernte er durch die Lektüre europäischer Zeitungen kennen. Schnell entflammte in ihm eine Leidenschaft für diesen Sport und es gelang ihm, diese auch bei anderen jungen Männern in seinem Umfeld zu wecken. Dank der Unterstützung von Edgar Everaert importierte man Bälle und Schuhe aus England und das offizielle Regelwerk aus Paris.
Im Jahr 1908 regte Everaert an, dass der Verein seinen Namen nach europäischem Vorbild ändern solle, wo sich die Gewohnheit durchgesetzt hatte, Fußballvereinen den Namen ihrer Stadt oder ihres Viertels zu geben. Diese Maßnahme diente in erster Linie dazu, ein Gefühl der Verwurzelung und der Zugehörigkeit zu schaffen und ein Publikum zu gewinnen, das sich mit dem in seiner Stadt bzw. seinem Viertel beheimateten Verein identifizierte. So kam es schließlich zur Umbenennung noch im selben Jahr. Was jedoch beibehalten wurde, waren die ursprünglichen Farben des Vereins: die rot-weiß gestreiften Trikots und die blauen Hosen. Die Vereinschronik berichtet, dass die Farben Rot, Weiß und Blau bei der Vereinsgründung von der seinerzeit recht großen Fraktion der französischen Mitbegründer nach den Nationalfarben ihres Heimatlandes ausgewählt wurden. Eine anders lautende Meinung vertritt jedoch die Ansicht, dass die Farben des Stadtwappens von Brügge, der Heimat Everaerts, als Vorbild galten; denn dieses hat eine auffällige Ähnlichkeit mit dem Vereinslogo (siehe rechts).
In den ersten 15 Jahren nach der Umbenennung blieb der Guadalajara FC, wie er sich seit 1908 nannte, ein reiner Fußballverein. 1923 öffnete er sich auch für andere Sportarten und bezeichnet sich seither als „Club Deportivo“ (Sportverein).
Der Fußballsport wurde von den Jugendlichen des Viertels schnell angenommen, so dass die Zahl der Mitstreiter rasant wuchs. Bis zum Jahr 1915 blieb Guadalajara unter Führung der Orozco-Brüder. Erster Vereinspräsident war Rafael Orozco und 1912 ging das Amt auf seinen Bruder Gregorio Orozco über.
Erstmals in der Saison 1908/09 wurde die Staatsmeisterschaft Liga de Occidente ausgetragen, so dass Guadalajara sich schon früh mit anderen Mannschaften der Region unter Wettbewerbsbedingungen messen konnte. Der erste ernstzunehmende Rivale war die Mannschaft des Liceo de Varones, mit der man sich sämtliche Titel bis einschließlich 1913/14 teilte. Beide Teams waren in diesen sechs Jahren je dreimal erfolgreich.
Die ersten beiden Titel der Spielzeiten 1908/09 und 1909/10 wurden für den Club Guadalajara mit den folgenden Spielern gewonnen: Edgar Everaert, Alfonso Cervantes, Joaquín Nieto, Miguel Murillo, Gregorio Orozco, Eugenio Charpenel, Calixto Gas, Agustín Arce, Carlos Luna, Adolfo Orozco, Zenén Orozco, Max Woog und Rafael Orozco.
Nach Gründung von Atlas Guadalajara im Jahr 1916 übernahm erst einmal dessen Mannschaft die Vormachtstellung in Jalisco und gewann zwischen 1918 und 1921 die Meisterschaft viermal in Folge. Es folgten drei Vizemeisterschaften der Atlatistas zwischen 1922 und 1924, in denen der CD Guadalajara die Meisterschaft ebenso gewann wie 1925, als er sich erstmals gegen den CD Nacional durchsetzen musste, der sich bis zum Ende der 1930er Jahre zum Hauptgegner des CD Guadalajara entwickelte; denn zwischen 1926 und 1939 lagen Guadalajara und Nacional mit je sechs Titeln in der Erfolgsskala gleichauf und nur einmal (1936) gelang es Atlas, deren Vormachtstellung zu durchbrechen.

### Der Beginn des Profifußballs
Als in der Saison 1943/44 die mexikanische Fußballprofiliga eingeführt wurde, gehörte der CD Guadalajara zu den Gründungsmitgliedern, belegte aber in der Anfangszeit meistens nur Plätze im Mittelfeld bzw. in der unteren Tabellenhälfte. Immerhin zweimal (1951/52 und 1954/55) gelang die Vizemeisterschaft, ehe in der Saison 1956/57 der erste Meistertitel errungen wurde.
Die erste Begegnung im Profifußball bestritt die Mannschaft des CD Guadalajara in einem Spiel um die Copa México 1942/43 am 6. Juni 1943 in einem Clásico Tapatío gegen Atlas Guadalajara, der 1:3 verloren wurde, mit folgender Aufstellung: Félix Valadez – José „Pelón“ Gutiérrez, Reyes „Térile“ Sánchez – Victorino „Zarco“ Vázquez, Rafael „Raffles“ Orozco, Wintilo Lozano – José „Chato“ Torres, Max Prieto, Pablo „Pablotas“ González, Luis Reyes, Manuel „Cosas“ López. Drei Spieler, die das erste Profifußballspiel in der Vereinsgeschichte bestritten haben, kamen aus El Salto: Torwart Valadez, Verteidiger Gutiérrez und Stürmer González.
Das erste Spiel in der neu eingeführten Profiliga bestritt der CD Guadalajara am 21. Oktober 1943 beim 4:1-Auswärtssieg gegen den CF Atlante mit folgender Aufstellung: Esteban „Poeta“ Pérez – Vicente „Chato“ Hidalgo, José „Pelón“ Gutiérrez – Rafael „Raffles“ Orozco, Wintilo Lozano, Victorino „Zarco“ Vázquez – Teófilo „Tilo“ García, Max Prieto, Luis Reyes, Pablo „Pablotas“ González, Manuel „Cosas“ López.
Bevor die Fußballmannschaft von Deportivo Guadalajara in der Saison 1956/57 ihren ersten Meistertitel gewinnen konnte, erreichte sie insgesamt viermal das Finale um den mexikanischen Pokalwettbewerb, das sie jedoch in allen Fällen verlor. Nachstehend alle Mannschaftsaufstellungen der Pokalfinalisten in diesem Zeitraum:
- Finale 1948 gegen den CD Veracruz (1:3):

Vicente „Capulina“ González – Rodrigo Ruiz, Gregorio „Tepa“ Gómez – Francisco Castorena, Rafael „Rafles“ Orozco, Francisco „Borrego“ Silva – José Trinidad Naranjo, Juan Jasso, Javier „Chamaco“ de la Torre, Max Prieto, Rafael „Zurdo“ Rivera.
- Finale 1951 gegen den CF Atlante (0:1):

Jaime „Tubo“ Gómez – Rodrigo Ruiz, Gregorio „Tepa“ Gómez – Rafael „Rafles“ Orozco, Alfredo Bocanegra, Juan „Gallo“ Delgado, Javier „Chamaco“ de la Torre – Jesús „Chuco“ Ponce, Javier „Chamaco“ de la Torre, Tomás Balcázar, Rafael „Zurdo“ Rivera.
- Finale 1954 gegen den Club América (3:4 i. E.):

Jaime „Tubo“ Gómez – Pedro „Chato“ Nuño, Guillermo „Tigre“ Sepúlveda, José „Jamaicón“ Villegas – Juan Jasso, Rafael „Zurdo“ Rivera – Javier „Chamaco“ de la Torre, Salvador „Chava“ Reyes, Adalberto „Dumbo“ López, Tomás Balcázar, Raúl „Pina“ Arellano.
- Finale 1955 gegen den Club América (0:1):

Jaime „Tubo“ Gómez – Pedro „Chato“ Nuño, Guillermo „Tigre“ Sepúlveda, José „Jamaicón“ Villegas – Juan Jasso, Rafael „Zurdo“ Rivera – Francisco „Panchito“ Flores, Salvador „Chava“ Reyes, Adalberto „Dumbo“ López, Crescencio „Mellone“ Gutiérrez, Raúl „Pina“ Arellano.

### El Campeonísimo – die großen Jahre des Club Deportivo Guadalajara (1957 bis 1965)
Die Entdeckung einiger erstklassiger junger Talente in der Saison 1955/56 läutete die bisher erfolgreichste Epoche in der mittlerweile mehr als hundertjährigen Vereinsgeschichte des Club Deportivo Guadalajara ein. Denn diese Rohdiamanten bildeten schon bald eine ideale Ergänzung zum vorhandenen Spielerstamm und gemeinsam stellten sie in den kommenden Jahren eine Mannschaft mit großer Harmonie, die in den neun Jahren zwischen 1957 und 1965 siebenmal zu Meisterehren kam und ein weiteres Mal die Meisterschaft erst am letzten Spieltag verlor.
In der folgenden Saison 1956/57 hatte Chivas Guadalajara seinem Erzrivalen América eine herbe 7:0-Klatsche verabreicht und war am Saisonende zum ersten Mal mexikanischer Fußballmeister geworden. Der Torhüter der Meistermannschaft, Jaime el Tubo Gómez, beschrieb diesen Titelgewinn seinerzeit als „ein Fest im Geiste der Fans und einen symbolischen Triumph des echten mexikanischen Fußballs“; eine Anspielung auf die konsequente Nichtausländerpolitik des Vereins, dessen langjährige Stützen aus der Epoche des Campeonísimo sogar mehrheitlich in Guadalajara geboren wurden. Dieser Triumph wurde nicht nur in Guadalajara, sondern überall im Land mit Freude und großer Genugtuung aufgenommen, weil dies der erste Meistertitel seit 20 Jahren war, den eine nur aus mexikanischen Spielern bestehende Mannschaft errungen hatte. Dies war zuletzt dem Club Necaxa in der Saison 1936/37 gelungen.
Der Gewinn der Meisterschaft hatte Chivas hungrig nach mehr gemacht. Um die Meistermannschaft weitgehend zusammenhalten zu können, erhöhte der Vorstand sogar die Spielergehälter. Lediglich der Trainerposten wurde neu besetzt, der uruguayische Meistertrainer Donaldo Ross durch den Ungar Árpád Fekete ersetzt. Dessen Defensivtaktik wurde jedoch anfangs weder von den Spielern begrüßt noch von den Zuschauern angenommen. Doch mit dem sich einstellenden Erfolg begann man seine Taktik zunehmend zu akzeptieren. Nach einem dritten Platz in der Saison 1957/58 wurde Guadalajara 1959 zum zweiten Mal Meister und verteidigte erstmals seinen Titel in der Spielzeit 1959/60. Nach dem dritten Titelgewinn begann Guadalajara, eine wertvolle nationale Leidenschaft zu sein, und Fékete verkündete nach dem Spiel zufrieden: „Wir haben … mit einer nur aus mexikanischen Spielern bestehenden Mannschaft gegen Mannschaften gekämpft, die mit ausländischen Spielern nur so bestückt waren. Das ist ein enormer Erfolg des mexikanischen Fußballs und Sie alle können stolz darauf sein, einen Meister von unschätzbarem Wert zu haben.“
Trotz erfolgreicher Titelverteidigung wurde Fékete vor Beginn der Saison 1960/61 durch Javier de la Torre ersetzt. Dessen erste Amtshandlung bestand darin, die Mannschaft von den taktischen Fesseln zu befreien, die Fékete ihr auferlegt hatte. Er gab den Spielern die Freiheit, sich selbst zu entfalten und eigene Ideen einzubringen. Auch hatte er immer ein offenes Ohr für die Spieler und schränkte sie nicht in ihrer Kreativität und ihrem Ideenreichtum ein. Die Spieler bedankten sich dafür auf ihre Weise und holten weitere Titel.
In der Saison 1960/61 hatte Guadalajara einige verletzungsbedingte Ausfälle zu verkraften, doch die Ersatzspieler passten sich nahtlos in die Mannschaft ein und brachten die gleiche Leistung wie die Stammspieler, so dass Chivas durch einen 3:2-Sieg gegen Toluca seine vierte Meisterschaft – die dritte in Folge – gewinnen konnte. Die Freudengesänge im Estadio Jalisco (Campeones, Campeones) waren die Initialzündung bei der Entstehung des neuen Spitznamens Campeonísimo. In der Saison 1961/62 feierte Guadalajara seine erneute Titelverteidigung – der vierte Triumph in Folge.
Auch in der Saison 1962/63 sah es nach einem erneuten Triumph aus. Doch ausgerechnet der Ortsnachbar Club Deportivo Oro, trainiert von Guadalajaras vorherigem Meistertrainer Arpad Fékete, lieferte den Chivasi ein spannendes Kopf-an-Kopf-Rennen bis zum letzten Spieltag, an dem es zum direkten Aufeinandertreffen zwischen beiden Mannschaften kam. Vor dem entscheidenden Spiel lag Chivas Guadalajara mit einem Punkt vorne, so dass ein Remis zur vierten Titelverteidigung in Folge genügt hätte. Doch ein spätes Tor des Brasilianers Necco zum 1:0 für Oro ließ beide Mannschaften die Plätze tauschen und Oro selbst zum ersten – und auch einzigen – Mal den Meistertitel gewinnen. Für Javier de la Torre war die Niederlage gegen Oro das Resultat von Ermüdung und Übersättigung.
Diese Faktoren – Ermüdung und Übersättigung – setzten sich auch in der Hinrunde der kommenden Spielzeit fort, in der die Mannschaft einige recht klägliche Vorstellungen lieferte. Doch in der Rückrunde war sie wie verwandelt, spielte wie entfesselt auf und begann, das Feld von hinten aufzurollen. In jener Saison gab es ein Kopf-an-Kopf-Rennen um die Tabellenführung ausgerechnet gegen den großen Erzrivalen América. Aus diesem Zweikampf ging Guadalajara als Sieger hervor und krönte eine hervorragende Rückrunde mit seinem sechsten Titelgewinn durch einen 2:0-Erfolg gegen den Stadtrivalen Nacional am letzten Spieltag. Das Management von Chivas war letztlich so überwältigt von den sich an diesen Titelgewinn anschließenden Freudenfeiern, dass es die Fans einlud, zusammen mit der Mannschaft auf dem Vereinsgelände zu feiern.
Obwohl Guadalajara auch in der folgenden Saison 1964/65 niemals die Tabellenführung verlor, gerieten sie in arge Bedrängnis durch Zacatepec, Atlas und am Ende Oro. Die Titelverteidigung erwies sich mit zunehmender Dauer immer schwieriger. Die Gegner im Meisterschaftskampf verstärkten sich mit ausländischen Spielern. Am vorletzten Spieltag genügte Chivas ein Unentschieden zum erneuten Gewinn der Meisterschaft. „Und obwohl im rot-weißen Lager Freude herrschte“, erinnerte sich Tubo Gómez, „waren die Fans nicht mehr so enthusiastisch wie bei früheren Meisterschaften.“
Viele Faktoren haben zusammengewirkt bei der Entstehung des Campeonísimo; einer erfolgreichen und nur aus einheimischen Spielern bestehenden Mannschaft, die in 9 Jahren 7 Meistertitel gewann: eine gute Kameradschaft, Beständigkeit und ein absoluter Siegeswille. Der vielleicht entscheidende Faktor aber war, dass diese Mannschaft lange Zeit zusammen blieb.

### Chivas Flacas
Zwischen den Meisterschaften von 1965 und 1970 belegte Guadalajara zwei dritte Plätze (1966 und 1967), einen sechsten Platz (1968) und eine Vizemeisterschaft (1969). Auch in dem Sonderturnier vor der WM 1970 belegte Chivas – unmittelbar nach der gewonnenen Meisterschaft – noch einmal den zweiten Platz. Doch von nun an ging es bergab. In der Saison 1970/71, die erstmals in zwei Gruppen geteilt war, entging Guadalajara den Relegationsspielen um den Klassenerhalt nur wegen eines mehr erzielten Punktes. Nachdem Chivas in der Saison 1971/72 noch einmal das Halbfinale um die Meisterschaft erreichen konnte, das gegen den späteren Meister Cruz Azul nur knapp mit 1:0 und 0:2 verloren wurde, belegte Guadalajara in den 1970er Jahren ansonsten meist nur zweistellige Tabellenplätze und erhielt den neuen Spitznamen „Chivas Flacas“ (magere Ziegen); eine Anspielung auf ihre mageren sportlichen Leistungen. Elf Jahre nach ihrem Beinahe-Abstieg von 1971 entging Guadalajara auch in der Saison 1981/82 den Relegationsspielen nur um einen Punkt.
Zu den langjährigen Stammspielern der „Chivas Flacas“, die niemals einen Titel mit Chivas gewinnen konnten, gehören (in alphabetischer Reihenfolge mit Angabe der Vereinszugehörigkeit in Klammern) Pedro Damián Álvarez (1975–1980), Manuel Chavarría (1971–1976), Hugo Díaz de la Paz (1972–1982), Aurelio Hernández (1970–1972 sowie 1974–1980), Gabriel López Zapiain (1971–1982), José Manuel Luna (1970–1979; sein Tor zum 1:0-Sieg gegen Monterrey rettete Chivas 1971 vor den Relegationsspielen), José Martínez González (1970–1981; das Trikot mit der Nummer 22 des bei einem Verkehrsunfall ums Leben gekommenen Spielers wird nicht mehr vergeben), Víctor Rangel (1976–1984), José Luis Real (1971–1980) und Guillermo Torres (1971–1977 sowie 1980–1985).

### Drei Meistertitel und ein desaströser 17. Platz
Die positive Wende kam mit der Verpflichtung ihres früheren Eigengewächses Alberto Guerra auf den Trainerposten für die Saison 1982/83. Unter seiner Regie stießen die Chivas Rayadas bis ins Finale vor, wobei sie im Halbfinale ihren Erzrivalen und großen Titelfavoriten América eliminierten. Nachdem sie das Hinspiel vor eigener Kulisse noch mit 1:2 verloren hatten, gewannen die das Rückspiel im Aztekenstadion von Mexiko-Stadt überraschend und deutlich mit 3:0 und zogen in die Finalspiele ein, die (nach 2:1 und 0:1) letztlich etwas unglücklich mit 6:7 im Elfmeterschießen gegen den Puebla FC verloren wurden. Auch in der folgenden Saison 1983/84 erreichte Guadalajara die Finalspiele und scheiterte diesmal mit 2:2 und 1:3 gegen América. Doch damit hatte die Mannschaft ihren Zenit noch nicht erreicht. Nach 17 mageren Jahren gewannen die Chivasi am Ende der Saison 1986/87 ihren neunten Meistertitel. Alberto Guerra behielt seinen Trainerposten noch bis zum Ende der Saison 1988/89 und wurde mit seiner Amtsdauer von sieben Jahren lediglich vom Erfolgstrainer des Campeonísimo, Javier de la Torre übertroffen, der den Trainerposten bei Guadalajara mehr als 12 Jahre lang innehatte.
Nach einigen weiteren mäßigen Jahren, in denen mehrfach die Play-offs verpasst wurden und zwei Halbfinalteilnahmen (1991 gegen América und 1995 gegen Necaxa) noch die größten Errungenschaften darstellten, wurde vor der Saison 1996/97 mit dem in Brasilien geborenen Ricardo Ferretti endlich wieder ein Trainer verpflichtet, der die Mannschaft auf die Erfolgsspur zurückführen sollte. Gleich in der ersten Saison – der ersten, in der es, wie seither üblich, zwei Meister pro Spieljahr gab – gewann Guadalajara seinen zehnten Titel. War man in der Apertura bereits im Viertelfinale am Club Necaxa gescheitert, marschierte man in der Clausura relativ souverän durch die Play-offs und setzte sich im Viertelfinale mit 1:1 und 5:0 gegen Santos Laguna ebenso deutlich durch wie im Finale gegen die Toros Neza, die man mit 1:1 und 6:1 besiegt hatte. „Man of the match“ in diesem zweiten Finalspiel, in dem bis zur Halbzeit noch keine Tore gefallen waren (!), war Gustavo Nápoles, der mit seinen vier Toren innerhalb von nur 34 Minuten die Toros praktisch im Alleingang „erschoss“.
Ferretti hatte die Mannschaft über einen Zeitraum von vier Jahren, somit also insgesamt acht Meisterschaftsrunden, trainiert und verpasste dabei nur einmal die Play-offs. Neben dem bereits erwähnten Meistertitel von 1997 erreichte der Verein in der Apertura 1998 noch einmal die Finalspiele und in der Clausura 2000 das Halbfinale.
Kaum war Ferretti nicht mehr verantwortlich, absolvierte Chivas eine desaströse Saison. In der Apertura lief es besonders schlecht, so dass nur 3 von insgesamt 17 Spielen gewonnen wurden. In der Gesamtjahreswertung der Saison 2000/01 belegte Guadalajara schließlich den 17. Platz (von 18 Mannschaften). Mit dieser Bilanz entging der Verein nur deshalb dem Abstieg, weil es in Mexiko pro Saison nur einen Absteiger gibt, der sich zudem anhand einer Drei-Jahres-Bilanz errechnet.
Seither geht der Verein durch einige Höhen und Tiefen, hat aber vor allem während der Amtszeit des von 2002 bis 2018 bisher am längsten amtierenden Präsidenten Jorge Vergara wieder auf die Erfolgsspur zurückgefunden. In der Clausura 2004 erreichte man immerhin mal wieder ein Meisterschaftsfinale, wenngleich dieses letztlich etwas unglücklich gegen die UNAM Pumas verloren ging. Nach einem 1:1 in Guadalajara und einem 0:0 im Olympiastadion von Mexiko-Stadt ging das anschließend zur Ermittlung des Siegers erforderliche Elfmeterschießen mit 4:5 verloren, weil Rafael Medina den letzten Elfmeter nicht verwandeln konnte.
Im Dezember 2006 konnte Chivas seinen elften Meistertitel gewinnen. Nach einer durchwachsenen Vorrunde mit sieben Siegen und fünf Niederlagen wuchs die Mannschaft in der anschließenden Liguilla, der mexikanischen Bezeichnung für die Play-offs, über sich hinaus. In der Repechaje, der Qualifikationsrunde für die Liguilla, schalteten die Chivasi zunächst die Tiburones Rojos de Veracruz (mit 2:1 und 4:0) aus und setzten sich anschließend gegen die großen Rivalen von Cruz Azul (2:0 und 2:2) und América (2:0 und 0:0) durch, womit die Finalspiele gegen die Diablos Rojos de Toluca erreicht wurden, in denen Guadalajara mit 1:1 und 2:1 die Oberhand behielt.

### Erfolge in der Copa Libertadores
Unmittelbar vor ihrem elften Meistertitel hatte Chivas Guadalajara bereits in der Copa Libertadores, der Champions League Südamerikas, für Furore gesorgt. In den Jahren 2005 und 2006 erreichte Guadalajara zweimal in Folge die Halbfinalspiele; und haderte 2005 doch mit dem Schicksal der Wettbewerbsverzerrung. Nachdem man sich im Achtelfinale gegen den Ligarivalen Pachuca (1:1 und 3:1) durchsetzen konnte, was von Guadalajara als Triumph des echten mexikanischen Fußballs gefeiert wurde, fegte man im Viertelfinale die im neuen Jahrtausend erfolgreichste Mannschaft Südamerikas, den dreimaligen Weltpokalsieger Boca Juniors, im eigenen Estadio Jalisco mit 4:0 vom Platz. In Bocas legendärem Stadion, der Bombonera, sollte Chivas ein heißer Tanz erwarten. Doch man verteidigte mit Glück und Geschick ein 0:0. Bis zur 79. Minute. Dann lagen die Nerven der siegesgewohnten Argentinier sichtlich blank. Nachdem es zwischen einigen Spielern zu einem Handgemenge gekommen war, schalteten sich auch Betreuer und Fans der Boca Juniors in die Zwistigkeiten ein. Daraufhin sah der Schiedsrichter keine andere Möglichkeit, als das Spiel abzubrechen. Die südamerikanische Fußballkonföderation CONMEBOL entschied schließlich, dass das Ergebnis von 0:0 Gültigkeit behalten sollte. Boca war draußen und Chivas im Halbfinale. Doch musste Guadalajara mit Oswaldo Sánchez, Carlos Salcido, Ramón Morales, Alberto Medina und Omar Bravo gleich fünf Spieler für die Nationalmannschaft abstellen, die – zeitgleich mit dem Hinspiel der Chivistas beim brasilianischen Vertreter Athletico Paranaense – beim FIFA-Konföderationen-Pokal 2005 antreten musste. Ohne diese wichtigen Spieler kam Chivas mit 0:3 unter die Räder.
Da nutzte es auch nichts mehr, dass Chivas-Clubeigner Jorge Vergara seine Veteranen unmittelbar nach dem Spiel der Mexikaner um den dritten Platz gegen den Gastgeber Deutschland mit seinem Privatjet zum Rückspiel ins heimische Estadio Jalisco einfliegen ließ; denn auch mit den Nationalspielern und trotz einer 1:0-Pausenführung sowie weiterer zwei hochklassiger Tormöglichkeiten in der ersten Halbzeit, wovon der erste Schuss an die Latte knallte und der zweite von einem brasilianischen Verteidiger abgewehrt wurde, reichte es am Ende nur zu einem 2:2, so dass die hohe Hinspielniederlage nicht mehr wettgemacht werden konnte. Dennoch dürfte Chivas an diesem Tag einen beachtlichen Rekord aufgestellt haben; denn weil mit Ausnahme von Omar Bravo, der beim Konföderationen-Pokal nicht zum Einsatz gekommen war, alle anderen Spieler auch in der Begegnung der mexikanischen Auswahl am Vortag in Leipzig gegen die deutsche Auswahl mitgewirkt hatten, bestritten die vier Chivas-Spieler Sánchez, Salcido, Morales und Medina zwei Partien innerhalb von zwei Tagen auf zwei Kontinenten.
Athletico Paranaense verlor die Finalspiele mit 1:1 und 0:4 gegen den FC São Paulo. Gegen diese Mannschaft konnte Chivas sich in den Vorrundengruppenspielen der Copa Libertadores 2006 zweimal mit 2:1 durchsetzen, scheiterte schließlich aber auch an diesem Gegner im Halbfinale desselben Turniers mit 0:1 und 0:3.
Vier Jahre später erreichte Guadalajara unter der Leitung von José Luis Real, einem Spieler aus der Ära der „Chivas flacas“, die Finalspiele um die Copa Libertadores 2010 und unterlag erneut gegen einen brasilianischen Gegner; diesmal dem SC Internacional mit 1:2 und 2:3.

### Neuer Höhenflug in den Jahren 2015 bis 2018
Nachdem Chivas danach einige sportlich magere Jahre durchlebt hatte, setzte die Mannschaft zwischen 2015 und 2018 zu einem erneuten Höhenflug an. Es begann mit der Verpflichtung des Trainers José Manuel de la Torre, unter dem Chivas in der Apertura 2006 seinen bis dahin letzten Meistertitel gewonnen hatte. Unter dessen Leitung erreichte die Mannschaft in der Clausura 2015 zunächst im April 2015 das Finale um den mexikanischen Pokalwettbewerb, das gegen den Puebla FC verloren wurde, und im darauffolgenden Monat das Halbfinale um die mexikanische Fußballmeisterschaft, in dem die Mannschaft gegen den späteren Meister Santos Laguna scheiterte.
Während die wieder erstarkte Mannschaft unter De la Torre noch titellos blieb, setzte unter dem im September 2015 verpflichteten argentinischen Trainer Matías Almeyda eine neue Erfolgswelle ein. Somit hielt Almeyda sein bei der Vertragsunterzeichnung gegebenes Versprechen, den „schlafenden Riesen zu neuem Leben zu erwecken“.
Bereits am 4. November 2015 gewann die Mannschaft unter Almeyda zum dritten Mal in der Vereinsgeschichte den mexikanischen Pokalwettbewerb durch einen 1:0-Finalsieg im Estadio León gegen den „Hausherren“ Club León. Dieser Erfolg wurde mit der folgenden Aufstellung errungen:
Rodolfo Cota – Carlos Salcido, Oswaldo Alanís (er erzielte das Siegtor in der 71. Minute), Miguel Ponce, Miguel Basulto – Marco Fabián (80. Israel Castro), Michael Pérez, Raúl López – Carlos Fierro (64. Isaác Brizuela), Omar Bravo, Carlos Cisneros (71. Ángel Zaldívar); Trainer: Matías Almeyda.
Auch in der Clausura 2017 erreichten die Chivasi das am 19. April 2017 ausgetragene Pokalfinale, das nach einer torlosen Begegnung mit 3:1 im Elfmeterschießen gegen Monarcas Morelia gewonnen wurde. Es war der erste große Titel des Vereins im seit 2010 genutzten Estadio Chivas. Dieser Erfolg wurde mit der folgenden Aufstellung errungen:
Miguel Jiménez – Carlos Salcido, Miguel Ponce, Hedgardo Marín, Néstor Calderón (63.), Eduardo López – Michael Pérez, Jesús Sánchez, Orbelín Pineda – Alan Pulido, Carlos Fierro, Ángel Zaldívar (39.), Rodolfo Pizarro; Trainer: Matías Almeyda.
Keine sechs Wochen später gewann Chivas im eigenen Stadion auch den ersten Meistertitel nach mehr als zehnjähriger Erfolglosigkeit und holte somit in der Clausura 2017 zum zweiten Mal nach 1970 wieder das Double. Der 2:1-Sieg gegen die UANL Tigres wurde am 28. Mai 2017 von der folgenden Mannschaft errungen:
Rodolfo Cota – Oswaldo Alanís, Carlos Salcido, Jair Pereira, Edwin Hernández – Néstor Calderón (59. Carlos Fierro), José Juan Vázquez, Orbelín Pineda (90.+3 Ángel Zaldívar), Rodolfo Pizarro – Jesús Sánchez, Alan Pulido. Die Treffer für Chivas erzielten Pulido und Vázquez.
Als mexikanischer Meister spielte Chivas wieder in der CONCACAF Champions League, die 2018 zum zweiten Mal in der Vereinsgeschichte gewonnen wurde. Die insgesamt vier Titelgewinne, die zwischen November 2015 und April 2018 in drei verschiedenen Wettbewerben erzielt wurden, fallen alle unter die Ära Almeyda, der im Juni 2018 seinen Ausstieg bei Chivas bekannt gab. Grund hierfür waren seinen Angaben zufolge Differenzen mit dem Management, das unter anderem eine „finanzielle Konsolidierung“ angekündigt hatte und gegen den Willen des Trainers Schlüsselspieler wie Torwart Rodolfo Cota, Verteidiger Oswaldo Alanís und Stürmer Rodolfo Pizarro an andere Vereine abgab.

### Neustart nach dem Weggang von Trainer Almeyda
Keine 24 Stunden nach der Trennung von Almeyda wurde mit dem ehemaligen paraguayischen Stürmer José Saturnino Cardozo sein Nachfolger verpflichtet. Unter ihm konnte die Mannschaft sich nicht für die Play-offs um die mexikanische Fußballmeisterschaft qualifizieren und belegte bei der FIFA-Klub-Weltmeisterschaft des Jahres 2018 (für die man sich durch den Gewinn der CONCACAF Champions League qualifiziert hatte) mit dem sechsten Rang die schlechteste Platzierung, die dort bisher von einem mexikanischen Team belegt wurde.
Anfang 2019 wurde Cardozo durch den ehemaligen mexikanischen Nationalspieler Tomás Boy ersetzt, der die Mannschaft aber ebenfalls nicht aus ihrem Tief holen konnte und noch im selben Jahr Luis Fernando Tena weichen musste. Unter Tena befand die Mannschaft sich in der Clausura 2020 zwar wieder im Aufwind, doch verhinderte die auch in Mexiko grassierende COVID-19-Pandemie einen möglichen Einzug in die Play-offs durch den vorzeitigen Abbruch der Meisterschaft. Nachdem die Mannschaft jedoch mit nur einem Punkt aus drei Spielen und ohne einen einzigen Torerfolg in die darauffolgende Apertura 2020 gestartet war, trennte der Verein sich von Tena und verpflichtete wenige Tage später Víctor Manuel Vucetich, der die Mannschaft ab dem fünften Spieltag übernahm und bis ins Halbfinale um die mexikanische Fußballmeisterschaft führte, wo sie gegen den späteren Meister Club León unterlag.
Weitere Erfolge stellten sich unter der Leitung von Vucetich nicht ein, der die sportlichen Mängel vor allem in der Personalpolitik des Vereins ausmachte. Öffentlich erklärte er, gegenüber den anderen Vereinen im Nachteil zu sein, weil er mit einer nur aus mexikanischen Spielern bestehenden Mannschaft antreten müsse. Eine Aussage, die ihn bei den Fans in erheblichen Misskredit brachte und die immer lauter seinen Rücktritt forderten. Schließlich zog Vucetich selbst die Konsequenz und beendete im September 2021 auf eigenen Wunsch seine Trainertätigkeit bei Chivas. Sein unmittelbarer Nachfolger wurde Marcelo Michel Leaño, der die Mannschaft bereits unmittelbar vor Vucetichs Verpflichtung für eine Begegnung als Interimstrainer betreut hatte, als diese am 12. August 2020 mit 2:0 beim FC Juárez gewonnen hatte. Doch bereits nach etwas mehr als einem halben Jahr wurde Leaño im April 2022 aufgrund negativer Ergebnisse wieder von seinen Aufgaben entbunden und durch Ricardo Cadena ersetzt, der zuvor das Farmteam Club Deportivo Tapatío betreut hatte.
Im November 2022 wurde der zuvor entlassene Cadena auf dem Trainerposten durch Veljko Paunović ersetzt, der die Mannschaft bis ins Finale um die Copa por México 2022 und ein halbes Jahr später – durch Siege über den Stadtrivalen Atlas im Viertelfinale und den Erzrivalen América im Halbfinale – auch bis ins Finale um die mexikanische Fußballmeisterschaft führte.

## Elf Mexikaner müssen es sein
Die Entscheidung, nur mexikanische Spieler unter Vertrag zu nehmen, wurde zu Beginn der Profiära (1943) getroffen, nachdem die meisten Vereine der Profiliga schnell dazu übergegangen waren, sich mit ausländischen Spielern (vorwiegend aus Südamerika) zu verstärken. Dies führte zu einer Überfremdung der Liga und bewog den mexikanischen Verband schließlich dazu, eine Ausländerklausel einzuführen, die die Vereine zum Teil durch Einbürgerungen wieder umgingen. Um dieser bei vielen Fußballfans Unbehagen hervorrufenden Entwicklung gegenzusteuern, fällte das Management des CD Guadalajara seine diesbezügliche Entscheidung. Dabei verzichtete man nicht nur auf die Verpflichtung echter ausländischer, sondern auch eingebürgerter Spieler. Als maßgeblicher Initiator dieser Maßnahme wird der damalige Vereinspräsident Ignacio López Hernández angesehen, der das Motto prägte: „Este Club vencerá o morirá, hasta el final, a base del talento y el esfuerzo de 11 jugadores mexicanos“ (spanisch für Dieser Verein wird bis zum Ende auf der Grundlage des Talents und des Einsatzes von 11 mexikanischen Spielern siegen oder sterben).
Insofern ist ein dem Verein gewidmeter FIFA-Artikel, in dem eine solche Entscheidung bereits auf dessen Anfangszeit beziffert wird (demzufolge wurde im Jahr 1908 „beschlossen, dass die Mannschaft ausschließlich aus mexikanischen Spielern bestehen soll, weshalb einige französische Spieler, die damals im Verein waren, vor die Tür gesetzt wurden“), ins Reich der Fabel zu verweisen. Immerhin soll noch in den 1930er Jahren mit dem Ungarn Luis Grocz ein ausländischer Spieler bei Deportivo Guadalajara unter Vertrag gestanden haben. Gemäß der Datenbank von Weltfussball.de war dies in der Saison 1938/39, was eindeutig neueren Datums ist als die Darlegung des Vereinshistorikers Joel González in seinem Buch Leyendas del Guadalajara, wonach der Franzose Enrique Pellat in der Saison 1926/27 der letzte ausländische Spieler des Vereins gewesen sei.
Die gegenwärtig gültige Vereinssatzung sieht vor, dass nur in Mexiko geborene Spieler unter Vertrag genommen werden dürfen. Dabei ist jedoch zu berücksichtigen, dass nach mexikanischem Recht auch im Ausland geborene Menschen als Mexikaner gelten, sofern sie zumindest einen Elternteil aus Mexiko haben. Dies machte in der Vergangenheit die Verpflichtung von einigen in den USA geborenen Spielern möglich. Nach dem Verständnis des ehemaligen Vereinspräsidenten Jorge Vergara sollte diese Ausnahmeregel jedoch nur für Spieler gelten, die auch für die mexikanische Nationalmannschaft spielberechtigt wären. Diese Auslegung ist jedoch nicht satzungskonform, so dass der Verpflichtung von Nationalspielern anderer Staaten nichts im Wege stand. Als neueste Beispiele dieser unterschiedlichen Auslegung sind die 2022 von Chivas Femenil verpflichtete guatemaltekische Frauenfußballnationalspielerin Leslie Ramírez und der vom Hauptverein verpflichtete peruanische Fußballnationalspieler Santiago Ormeño zu nennen, die dennoch für einige Kontroversen innerhalb der Fanszene des Vereins gesorgt haben. Besonders bei den zahlreicheren Fans der Männermannschaft sorgte die Verpflichtung von Ormeño für Unmut und einige forderten sogar die sofortige Auflösung des Vertrags.
Unterstützung erhielten die Kritiker auch vom bereits genannten Vereinshistoriker Joel González, der in der Verpflichtung von Ormeño einen Bruch mit der Vereinstradition sieht: „Legalmente Santiago Ormeño es mexicano, pero si nos vamos con lo importante, lo deportivo. Y lo que lo hace distinto es que representa a una selección peruana, y la FIFA … lo considera un jugador peruano...“ (deutsch „Rein rechtlich ist Santiago Ormeño Mexikaner, aber wir können nicht den wesentlichen sportlichen Aspekt unberücksichtigt lassen. Das Besondere an ihm ist, dass er für die peruanische Nationalmannschaft spielt, wodurch er im Sinne der FIFA … als peruanischer Spieler gilt ...“)
Die oben erwähnte guatemaltekische Nationalspielerin Leslie Ramírez verfügt wegen ihrer guatemaltekischen Mutter, ihres mexikanischen Vaters und des Geburtsortes in den USA, über drei Nationalitäten. 2023 wurde mit dem in Spanien geborenen Torhüter Óscar Whalley, der einen englischen Vater und eine mexikanische Mutter hat, auch für die Männermannschaft des Vereins erstmals ein Spieler mit drei Nationalitäten verpflichtet.

### Verbundenheit mit Athletic Bilbao
Wegen der heute bei kaum einem anderen Verein praktizierten Personalpolitik, nur einheimische Spieler unter Vertrag zu nehmen, wurde Chivas vom Athletic Club de Bilbao, der nur Basken unter Vertrag nimmt, zu dessen 125-jährigen Vereinsjubiläum eingeladen, um die Trofeo Árbol de Gernika zu spielen. Bei diesen Spielen ging es nicht allein um den sportlichen Aspekt, sondern vor allem darum, die Verbundenheit und Brüderlichkeit der beiden Vereine hervorzuheben.

## Die Heimat des Vereins im Laufe der Jahre

### Clubhäuser

Auto mit Vereinslogo am Eingang von Chivas Verde Valle

Das erste Vereinsheim wurde in einem separaten Bereich des Wohnhauses von Nicolasa Sáinz – der Großmutter der beiden Orozco-Brüder (Gregorio und Rafael), die an der Gründung des Vereins mitgewirkt hatten – errichtet. Dieses befand sich unter Nummer 1325 der in der Colonia Americana gelegenen Avenida Vallarta.
Nach dem Tod von Nicolasa Sáinz am 9. Juni 1920 musste der Verein sich eine neue Heimat suchen und fand sie schließlich 1923 an einer Ecke der in der Colonia Reforma gelegenen Straßen Unión und Bosque. Dieses Grundstück diente bis 1944, also beinahe zeitgleich mit der Einführung des Profifußballs 1943, als Vereinsheim.
Anschließend bezog der Verein ein geräumiges Grundstück in La Providencia mit Eingang unter Nummer 2339 der Calle Colomos. Dort war der Verein mehr als 60 Jahre lang beheimatet, bis er das Grundstück Anfang 2007 verließ und sich vollständig in Verde Valle (spanisch für Grünes Tal) in der Colonia Jocotán von Guadalajaras Nachbarstadt Zapopan unter Nummer 5840 der Calle Madero niederließ, das der Verein bereits 1979 erworben hatte und das nur rund 3 Kilometer vom Estadio Akron entfernt liegt.

### Heimspielstätten

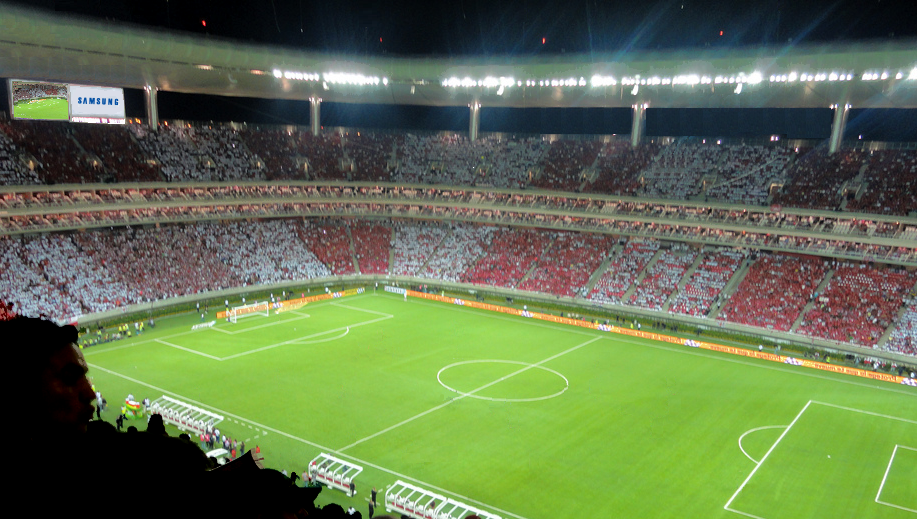
Estadio Akron, Heimat des Vereins seit 2010

Nach einer Reihe von wechselnden Spielstätten in den frühen Jahren (darunter ab 1910 das Gelände der ortsansässigen Estrella-Brauerei) bezog der Verein 1923 seine erste echte Heimspielstätte auf einem Grundstück in der südwestlich des Stadtzentrums gelegenen colonia Reforma. Der vereinseigene Sportpark (Parque Club Guadalajara) in unmittelbarer Nähe der Kreuzung der Avenida Unión mit der Avenida Bosque wurde bis zur Eröffnung des Parque Oblatos im Juli 1930 als regelmäßige Heimspielstätte genutzt. In ihm fanden etwa dreitausend Besucher Platz.
Zwischen Juli 1930 und Januar 1960 diente der dem Stadtrivalen CD Oro gehörende Parque Oblatos als Heimspielstätte. Der für 15.000 Besucher konzipierte Sportpark befand sich in der colonia Oblatos im Osten von Guadalajara.
Ab Januar 1960 war das von den „Clubes Unidos de Jalisco A.C.“ (bestehend aus den Clubs Atlas, Oro und Guadalajara) finanzierte Estadio Jalisco in der colonia Independencia im Norden der Stadt für ein halbes Jahrhundert Heimspielstätte. Das für rund 56.700 Zuschauer erbaute Stadion musste Chivas sich – ebenso wie zuvor den Parque Oblatos – mit seinen bedeutendsten Stadtrivalen teilen.
Seit 30. Juli 2010 hat der Verein – erstmals nach achtzig Jahren (!) – endlich wieder sein „eigenes“ Stadion. Seither spielt Chivas in dem für 45.500 errichteten Estadio Akron, das sich – erstmals in der Geschichte der Heimspielstätten des Club Deportivo Guadalajara – nicht in Guadalajara selbst befindet, sondern in seiner nordwestlich gelegenen „Schwesterstadt“ Zapopan.

## Fans

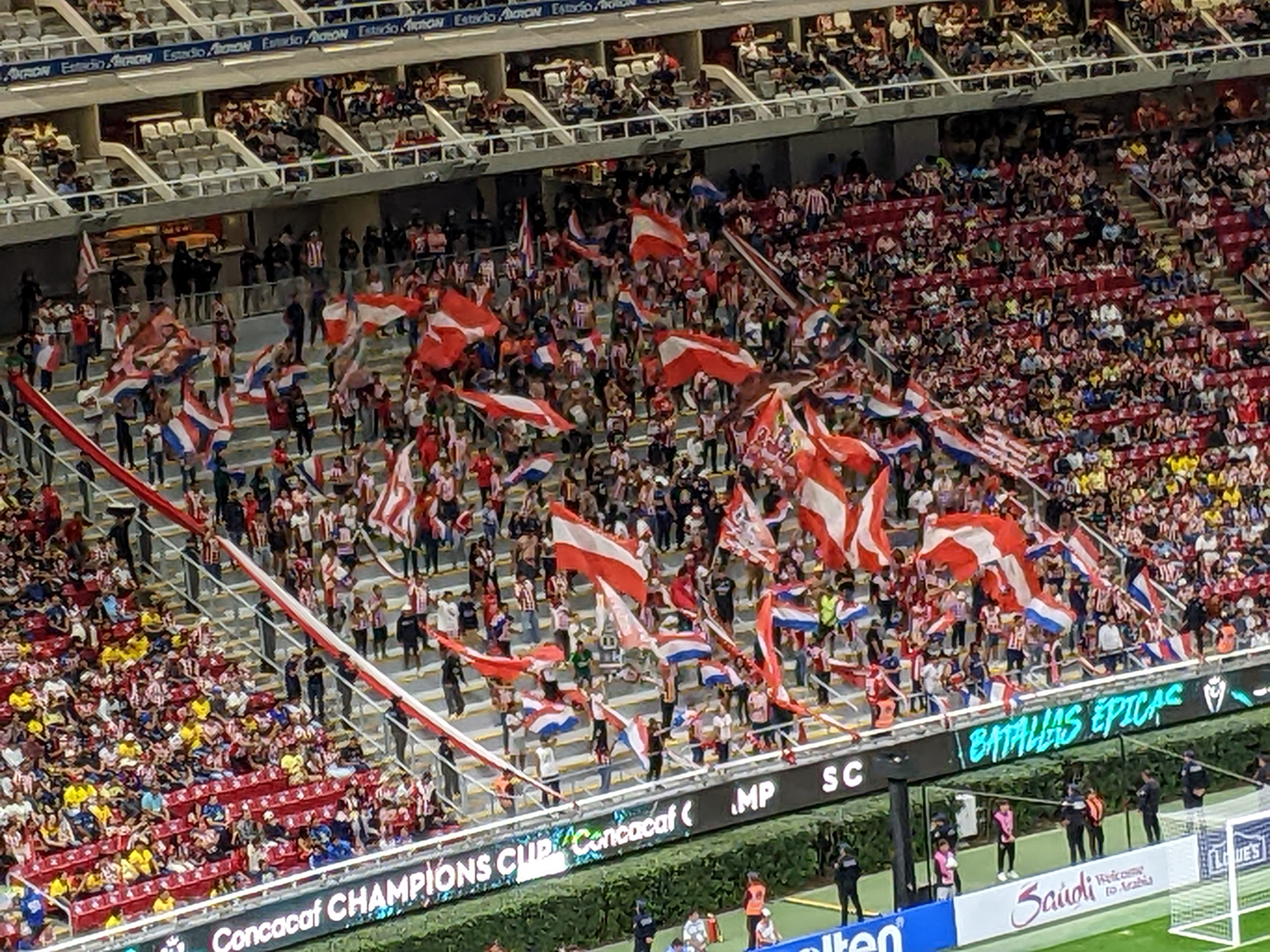
Fankurve von Chivas Guadalajara beim Heimspiel ihrer Mannschaft am 5. März 2025 gegen den Club América (1:0) im Estadio Akron.

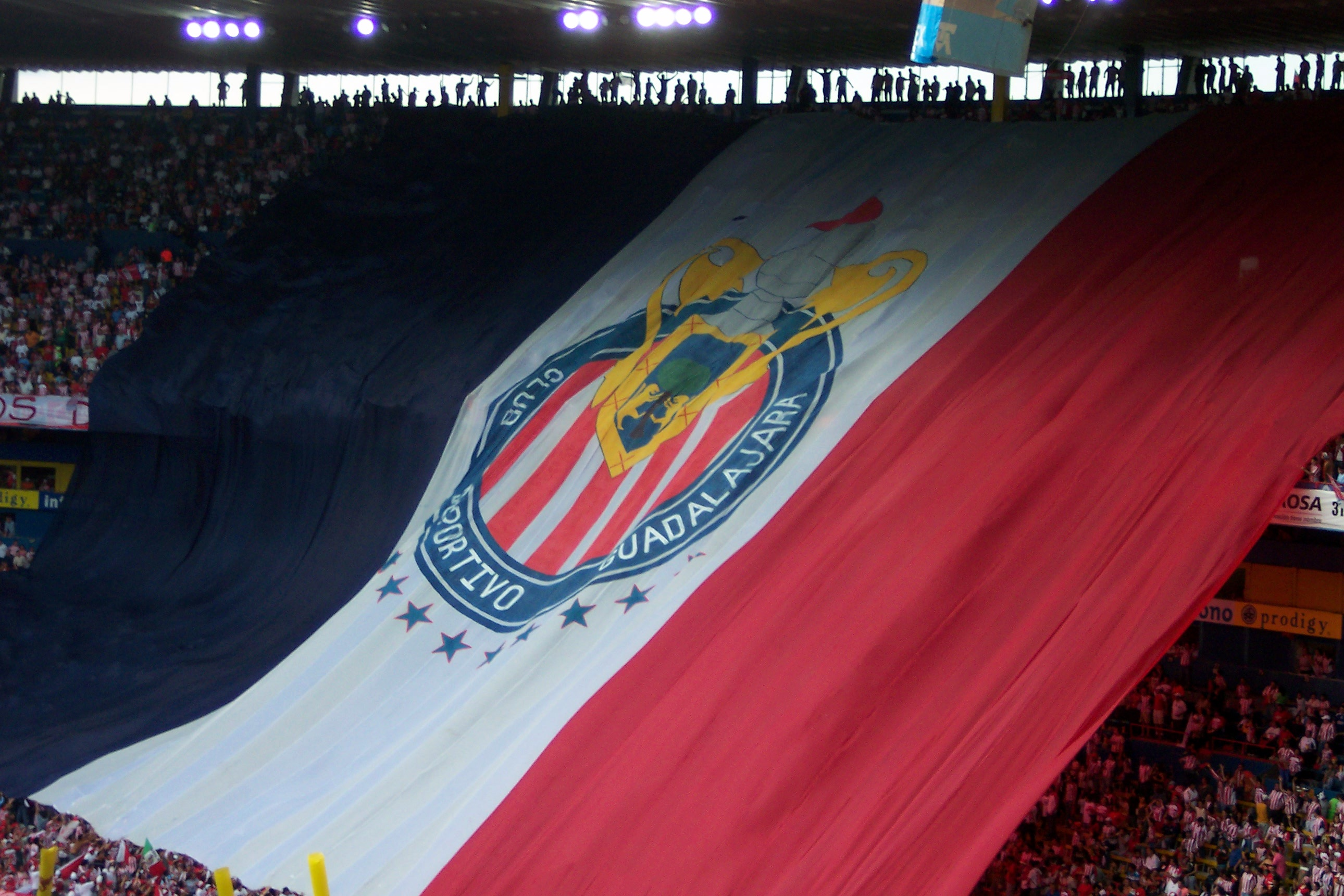
Überdimensionale „französische“ Flagge des CD Guadalajara.

Die meisten organisierten Chivas-Fans sind in der Legión 1908 zusammengeschlossen, die sich als eine Mischform zwischen den älteren „Porras“ und den jüngeren „Barras“ versteht. Weitere bedeutende Fangruppen sind La Irreverente und La Resistencia. Die im Jahr 2000 gegründete „La Irreverente“ war die erste reine Barra des Vereins, wohingegen die älteste (noch bestehende) „Porra“ mit der Bezeichnung Porra Popular Guadalajara bereits 1953 ins Leben gerufen wurde.
Die Fans der nach einigen Umfragen populärsten Fußballmannschaft des Landes halten einem Verein die Treue, der seit seiner bis 1970 währenden großen Zeit nur noch vier Meistertitel (in einem Zeitraum von mehr als 50 Jahren) hinzugewinnen konnte. Neben der allgemein noch immer nachklingenden Begeisterung über die Epoche des Campeonísimo – der erfolgreichsten Vereinsmannschaft in der Geschichte des mexikanischen Profifußballs – speist sich die Zuneigung auch daraus, dass Chivas als einziger Erstligaverein Mexikos nur einheimische Spieler unter Vertrag nimmt. Nach Einschätzung des Teammanagers Ricardo Peláez ist es gerade die Philosophie des Vertrauens in die einheimischen Spieler, die dem Verein seine enormen Sympathiewerte beschert: „It is being of the people and for the people.“ („Er ist vom Volk und für das Volk.“)
Chivas kaufte zudem selten mexikanische Spieler von anderen großen Vereinen ein und importierte seine Spieler auch nicht gleichmäßig aus allen Teilen Mexikos. Der Schwerpunkt ihrer Personalpolitik liegt vor allem in der eigenen Region im Westen Mexikos, und hierbei überwiegend im Bundesstaat Jalisco und traditionell sogar am meisten in der Ausschöpfung der eigenen Nachwuchskräfte.

### Prominente Fans
Einer der bekanntesten Fans des Vereins war der Ranchera-Sänger Vicente Fernández, der bei Auftritten gerne die Gelegenheit wahrnahm, seinem Verein zu huldigen: wenn er das der Stadt gewidmete Lied Guadalajara sang, ließ er sich nicht selten einen Poncho mit den Farben und dem Logo des Vereins umhängen und rief während des Liedes: „Arriba las chivas!“ (in etwa: „Auf geht’s, Chivas!“ oder „Hoch lebe Chivas!“).
Weitere bekannte Fans des Vereins sind unter anderem:
- Demián Bichir, mexikanischer Schauspieler
- Usain Bolt, jamaikanischer Sprinter
- Jacqueline Bracamontes, mexikanische Schauspielerin und Model
- Kate del Castillo, mexikanische Schauspielerin
- Nomar Garciaparra, US-amerikanischer Baseballspieler mexikanischer Herkunft
- Edith González, mexikanische Schauspielerin
- Óscar de la Hoya, mexikanischer Boxer
- Maluma, kolumbianischer Sänger
- Ximena Navarrete, mexikanisches Model und Miss Universe von 2010[87]
- José Ron, mexikanischer Schauspieler

## Wie sich die Ziege als Spitzname etablierte

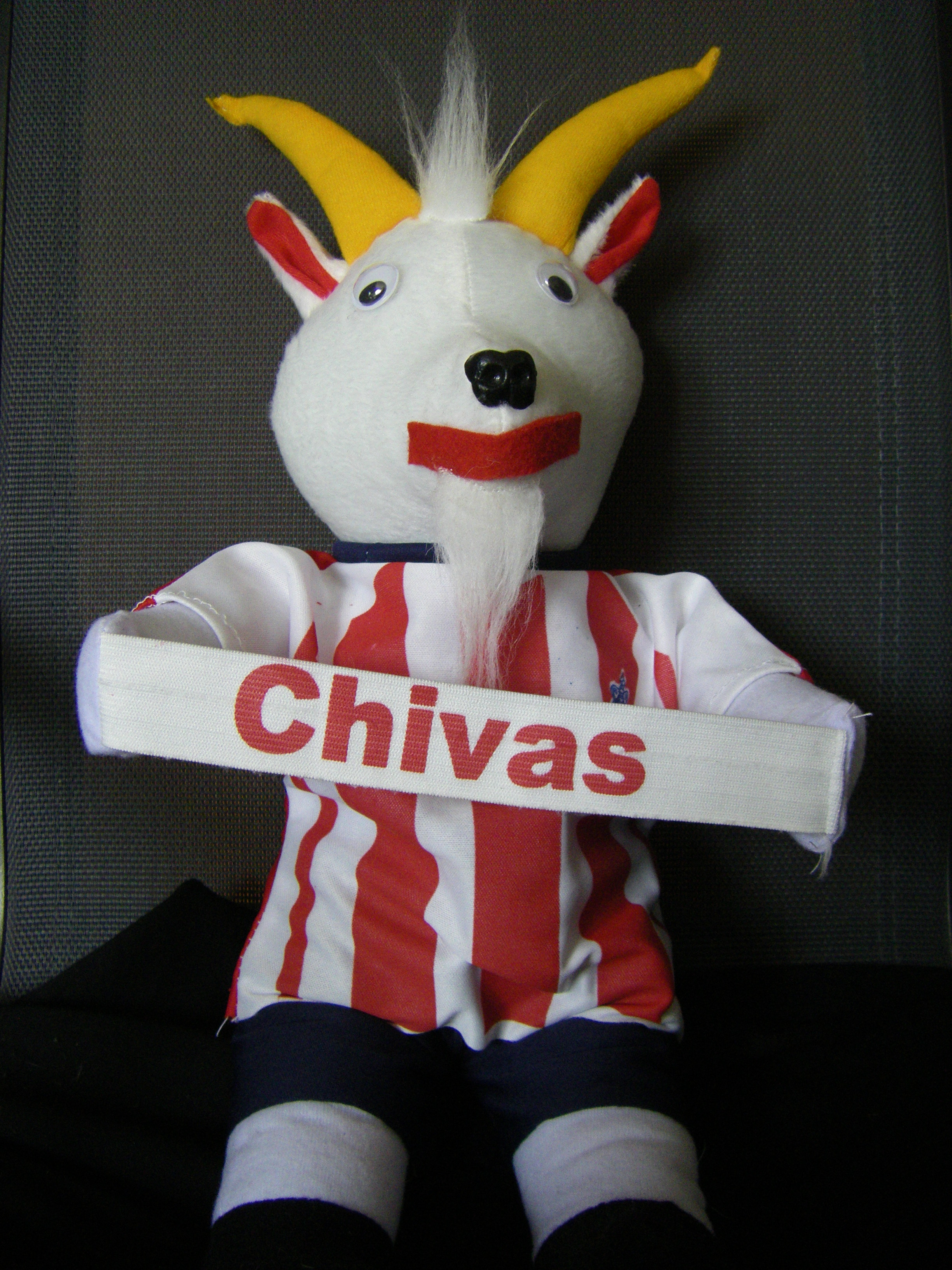
Offizielles Maskottchen des Vereins

Am 1. Oktober 1948 absolvierte der CD Guadalajara ein Punktspiel gegen den CD Tampico. Die Zuschauer sahen eine schwache Vorstellung beider Teams und begannen ihrem Unmut Luft zu machen. Die Tageszeitung El Informador kommentierte den Sieg der Heimmannschaft mit den Worten: „Sie liefen wie die Ziegen und gewannen 1:0“.
Der abwertend gemeinte Begriff wurde schnell von den Fans des Stadtrivalen Atlas übernommen, um den CD Guadalajara zu verunglimpfen. Beim nächsten Heimspiel am 24. Oktober 1948 folgte der Gegenschlag. Im Vorfeld des Superclásico gegen América hatten die Verantwortlichen es sich zum Ziel gemacht, den Schlachtruf „Chivas! Chivas!“ von seinen negativen Attributen zu befreien und ihn in sein Gegenteil umzuwandeln. Zu diesem Zweck erwarben sie eine Ziege, zogen ihr ein rot-weißes Trikot an und führten sie nur wenige Minuten vor Spielbeginn aufs Spielfeld, wo sie den Fans präsentiert wurde. Durch diese Aktion hatte die Ziege sich als Maskottchen der Mannschaft durchgesetzt und eine neue Identifikation der Fans war geboren. Seither wurde der Spitzname „Chivas“ (Ziegen) zu einer regulären Bezeichnung für den Verein. Von ihm abgeleitet entstanden schließlich weitere Identifikationsmerkmale für den Verein, wie die Bezeichnung „el rebaño sagrado“ (die heilige Herde) oder – in Anspielung auf das traditionell rot-weiß gestreifte Trikot – „Chivas rayadas“ (gestreifte Ziegen).

## Historische Eintrittskarten
Die folgenden Bilder zeigen historische Eintrittskarten aus verschiedenen Spielzeiten der Primera división:

Das Spiel gegen Irapuato am 3. Januar 1957 bescherte Guadalajara den ersten Meistertitel
Das Spiel gegen Atlante am 8. Januar 1959 bescherte Guadalajara den zweiten Meistertitel
Das Spiel gegen Necaxa am 27. Dezember 1959 bescherte Guadalajara den dritten Meistertitel
Chivas vs Ángeles de Puebla am 28. Februar 1987
Chivas vs Atlante am 12. März 1988
Chivas vs CD Veracruz am 12. März 1995
Chivas vs UAG Tecos (3:2) am 9. Februar 2003
Chivas vs Tecos (1:0) am 19. November 2005

## Hauptsponsoren
Übersicht der Hauptsponsoren des Club Deportivo Guadalajara:
| Zeitraum  | Hauptsponsor         |
| --------- | -------------------- |
| 1987–1991 | Nissan               |
| 1991–1992 | Lotería Nacional     |
| 1992–1993 | Texaco               |
| 1993–1997 | Mexlub               |
| 1997–1998 | Mexicana de Aviación |
| 1998–1999 | Coca-Cola            |
| 1999–2003 | Cemento Tolteca      |
| 2005–2016 | Grupo Bimbo          |
| seit 2016 | Grupo Caliente       |

## Rivalitäten

### Die regionale Rivalität zwischen Chivas Guadalajara und dem Club Atlas

Ticket eines clásico tapatío mit dem Estadio Jalisco im Hintergrund

1916 kamen im Hause der Familie Orendáin, das sich in dem südöstlich von Guadalajara gelegenen Vorort San Pedro Tlaquepaque befand, einige Jugendliche zusammen, die kürzlich vom Studium in England zurückgekehrt waren, wo sie mit dem Fußball in Berührung gekommen waren. Dieses Treffen gilt als die Geburtsstunde von Atlas Guadalajara.
In der Vereinschronik zum hundertjährigen Bestehen des Club Deportivo Guadalajara wird die ewige Rivalität der beiden Vereine wie folgt geschildert: Zwei gegenüber liegende Pole – auf der einen Seite Guadalajara, das die Arbeiterklasse hinter sich versammelte; auf der anderen Seite Atlas, das sich im Bunde mit einer Aristokratie befand, die sich weigerte, ihre Privilegien aufzugeben.
In einem regionalen Turnier des Jahres 1916 standen sich der Club Guadalajara und der Club Atlas zum ersten Mal gegenüber. Bereits ihre erste Begegnung verriet gemäß der oben erwähnten Vereinschronik den unterschiedlichen Grundcharakter der beiden Teams und die gesellschaftliche Begünstigung, die Atlas in jenen Tagen erhalten habe. Auch der Schiedsrichter des ersten Derbys, Justo Garcia Godoy, sei hiervon nicht ausgenommen gewesen und habe nicht den geringsten Zweifel daran aufkommen lassen, Atlas zugeneigt gewesen zu sein. Dieses erste Derby entschied Atlas mit 2:1 zu seinen Gunsten. Aufgrund der für skandalös erachteten Schiedsrichterleistungen weigerte sich Chivas, am Turnier der Spielzeit 1917/18 teilzunehmen. Der Grundstein für eine erbitterte und noch heute bestehende Rivalität war gelegt. Zumal Atlas dem Club Deportivo seine bisherige Vormachtstellung streitig machte und zwischen 1918 und 1921 viermal in Folge zu Meisterehren kam.
Eines der denkwürdigsten Derbys zwischen Atlas und Deportivo fand am 29. Januar 1922 im Parque El Paradero, der seinerzeitigen Heimspielstätte von Atlas, statt. Während des Spiels war es zu Tumulten zwischen den beiden Anhängerschaften gekommen, die beinahe zu einem Spielabbruch geführt hätten.
In den 1920er und 1930er Jahren fiel Atlas ein wenig zurück und drohte den Anschluss zu verlieren, während der Club Nacional zum neuen Hauptrivalen von Chivas in der Stadt Guadalajara erwuchs (vgl. Liga Amateur de Jalisco). Doch Atlas erholte sich gerade noch rechtzeitig genug, um zusammen mit Chivas als eines von zwei Gründungsmitgliedern aus der Stadt Guadalajara in die 1943 neu eingeführte Profiliga aufgenommen zu werden. Atlas gewann 1951 sogar als erster Verein der Stadt die mexikanische Fußballmeisterschaft und war bis 2017 auch häufiger Pokalsieger als Chivas (aktuell haben beide vier Erfolge in der Copa México zu verzeichnen), blieb ansonsten aber weit hinter seinem Nachbarn zurück: den 3 Meistertiteln des Club Atlas stehen 12 von Chivas gegenüber, die zudem auch zweimal die CONCACAF Champions League bzw. deren Vorgängerwettbewerb gewinnen konnten, was Atlas bisher noch nicht gelang.
Aufgrund der mangelnden Erfolge des Club Atlas und der in der Profiliga bald das ganze Land polarisierenden Duelle zwischen Guadalajara und dem Hauptstadtclub América war für Chivas bald ein neuer Erzrivale gefunden. Gilt Atlas weiterhin als ungeliebter Stadtrivale, dem insbesondere die Abneigung der in Jalisco lebenden Anhänger Guadalajaras gilt, so gilt América als Feindbild aller Chivas-Fans überall in Mexiko (und in den USA).

### Die überregionale Rivalität zwischen Chivas Guadalajara und dem Club América

Coca-Cola Fan-Flasche für Chivas Guadalajara. Die Ziege steht triumphierend auf den Rücken der Maskottchen von Cruz Azul (Hase, links) und América (Adler), zwei der ungeliebten Rivalen von Chivas.

Die Abneigung zwischen den beiden populärsten Vereinen von Mexiko erklärt sich nicht nur aus jenem Aspekt, der die Rivalität zwischen vergleichbaren Vereinen in anderen Ländern prägt: nämlich dem Duell der größten (und von der Politik stets bevorzugten) Stadt des Landes gegen die (in vielen Dingen politisch benachteiligte oder sich zumindest benachteiligt fühlende) zweitgrößte Stadt. Als Beispiel solcher Rivalitäten seien die Duelle zwischen Ajax Amsterdam und Feyenoord Rotterdam sowie zwischen Paris Saint-Germain und Olympique Marseille genannt. Im Gegensatz zu diesen Auseinandersetzungen, in deren Umfeld es beinahe regelmäßig zu Gewaltexzessen der verfeindeten Lager kommt, gilt die Begegnung zwischen América und Chivas jedoch als weitgehend friedlich. Interessant ist außerdem die Tatsache, dass die Fanlager nicht streng geografisch auszumachen sind. So sieht man an gewöhnlichen Tagen in Mexiko-Stadt viele Menschen, die ein Chivas-Trikot tragen, und in Guadalajara bekennen sich viele Menschen zum Club América.
Darüber hinaus gilt der größte Fußballklassiker Mexikos traditionell als ein Kampf der Kulturen, als eine Auseinandersetzung zwischen zwei Weltanschauungen: Hier trafen vor allem in den 1960er Jahren „die besten Mexikaner“ (Chivas) auf „die besten Ausländer“ (América). Mit einem Rückblick auf seine Trainerzeit bei América (von 1958 bis 1961) beklagte Fernando Marcos später einmal das Imageproblem seines Exvereins: „Sie (Chivas, Anm. d. Verf.) galten als die netten Jungs von nebenan, unsere dagegen als die reichen Säcke, die mit Ausländern antraten.“ Denn während der Club América seit Einführung des Profifußballs in Mexiko stets viele Fußball-Legionäre unter Vertrag genommen hat, setzt Chivas Guadalajara traditionell ausschließlich auf einheimische Spieler. Eine Tatsache, die dem „Volksverein“ aus Guadalajara auch die höchste Popularität in Mexiko beschert. Der unterschiedlichen Einkaufspolitik liegt ein historisch unterschiedliches Milieu zugrunde.
América hat aristokratische Wurzeln und profitierte zwischen 1959 und 2022 für mehr als 60 Jahre von der großzügigen Unterstützung des Mediengiganten Televisa. Dessen damaliger Boss Emilio Azcárraga Milmo verpflichtete für den Club América eine Reihe von ausländischen Topspielern und machte den Verein daher bewusst zum „Bösewicht“ im Vergleich zum bei der Bevölkerung populären Club Deportivo Guadalajara, der seit Beginn des Profifußballs mit einer rein mexikanischen Mannschaft antritt und Ende der 1950er-Jahre zu seinen ersten Meistertiteln kam.
Die erbitterte Rivalität der beiden Vereine entstand schon früh nach Einführung des Profifußballs in der Saison 1943/44 und zieht sich seither wie ein roter Faden durch die Geschichte des mexikanischen Fußballs. Doch so richtig zur Entfaltung kam die Rivalität mit der Übernahme des Club América durch Televisa und der gezielten Verpflichtung von teuren ausländischen Spielern.
Zu einem ersten Vergleich der beiden Mannschaften war es bereits im Oktober 1926 gekommen, als der Club América – als frischgebackener Meister der Hauptstadtliga – eine Einladung annahm, um innerhalb von nur drei Tagen drei Spiele „in Freundschaft“ gegen Guadalajara zu bestreiten. Ging es in den ersten beiden Partien noch manierlich zu, so entglitt das dritte Spiel vollends. In der 65. Minute gab es einen Elfmeter für Guadalajara, den die Spieler von América für unberechtigt hielten und aus Protest das Spielfeld verließen. Zwar konnten sie schließlich unter Androhung einer empfindlichen Strafe dazu bewegt werden, auf das Spielfeld zurückzukommen, griffen aber fortan zu äußerst unfairen Mitteln. Der Grundstein für die kommende Rivalität war gelegt.
1944 kam es dann zu den ersten Auseinandersetzungen der beiden Teams unter Wettbewerbsbedingungen. Das erste Duell wurde am 16. Januar 1944 in Guadalajara ausgetragen. Im Stadion herrschte eine knisternde Atmosphäre; das Publikum beschimpfte fortwährend die Gästemannschaft, während das Spiel, das Guadalajara mit 3:1 zu seinen Gunsten entschied, mit zunehmender Spieldauer immer ruppiger wurde. Schon damals war der Superklassiker des mexikanischen Fußballs von einem Klassengegensatz geprägt, der bis heute nichts von seiner ursprünglichen Intensität verloren hat: „Sie“, erinnert sich der Chivas-Akteur José el Pelón Gutiérrez, „waren die Reichen und Hochnäsigen. Sie wurden »die Argentinier« genannt. Und wir waren arm und Mexikaner. Aus einem Spiel der Ehre machten sie eine Prügelorgie. Als das Spiel beendet war, trugen die Zuschauer uns auf ihren Schultern. Doch »die Argentinier« schworen Rache.“
Diese fand statt am 20. Februar 1944 im Parque Asturias in Mexiko-Stadt. In der 30. Minute drohte das von Anfang an feindselige Spiel vollends zu eskalieren. Denn es kam zu einer Massenschlägerei, in die alle 22 Akteure verwickelt waren und die sich über einen Zeitraum von 20 Minuten erstreckte. Zwischenzeitlich waren außerdem viele Zuschauer auf das Spielfeld gestürmt, was die Situation noch unübersichtlicher machte. Nachdem die anfangs tatenlos zusehende Polizei die Situation endlich in den Griff bekommen hatte, waren mehrere verletzte Spieler zu beklagen. Am Ende hatte América das Spiel mit 7:2 zu seinen Gunsten entschieden. Es war der höchste Sieg der Americanistas in der Geschichte des Superklassikers. Der höchste Sieg von Guadalajara war ein 7:0 in der Saison 1956/57, als auch erstmals die mexikanische Fußballmeisterschaft gewonnen wurde.

## Die Europatournee von 1964
Als erste mexikanische Vereinsmannschaft unternahm Chivas Guadalajara 1964 eine fast fünfwöchige Reise nach Europa, wo zehn Spiele in fünf Ländern absolviert wurden: vier in Spanien, drei in Frankreich sowie je eins in Belgien, Deutschland und der früheren Tschechoslowakei. Die Reisegruppe bestand neben insgesamt 20 Spielern aus Trainer Javier de la Torre, dem Mannschaftsarzt und dem Masseur sowie fünf Vereinsoffiziellen und drei Journalisten. Von den 20 an der Reise teilnehmenden Spielern waren 15 bei Chivas unter Vertrag und 5 reisten als Gastspieler anderer Vereine mit. Die Gastspieler waren Raúl Chávez vom CF Monterrey, Antonio Munguía und Guillermo „Chato“ Ortiz vom Club Necaxa sowie Jesús del Muro und Gustavo Peña von den Stadtrivalen Atlas bzw. Oro.
Diese Gruppe landete in den frühen Morgenstunden des 29. April 1964 in Barcelona, wo sie bereits einen Tag später ihr erstes Spiel absolvieren sollte. Gegner war der große FC Barcelona, der die Saison soeben als Vizemeister hinter Real Madrid beendet hatte. Von den 15 Heimspielen der vergangenen Saison hatten die Katalanen 13 gewonnen und nur ein einziges (1:2 gegen Real Madrid) verloren. Die Mannschaft aus Guadalajara hinterließ hier nicht nur wegen ihres Spielwitzes einen hervorragenden Eindruck, sondern auch deshalb, weil sie sich nie aufgab und einen 0:2-Rückstand noch in ein 2:2-Remis umzuwandeln verstand. Den wohl besten Eindruck hatte ihr Torhüter Ignacio „Nacho“ Calderón hinterlassen. Anfangs noch unsicher und nervös agierend, entwickelte er sich im Laufe der Partie zu einem wertvollen Rückhalt seiner Mannschaft, an dem die Katalanen schier verzweifelten.
Nach einer zehnstündigen Zugreise bestritt das Chivas-Team am 3. Mai sein zweites Spiel gegen Sporting Gijón; einen Zweitligisten, der den Aufstieg ins Fußballoberhaus nur knapp verpasst hatte. Die vom Jetlag und ihren Reisestrapazen geplagte Elf aus Mexiko präsentierte sich in erstaunlich guter Verfassung, so dass das 1:1 als schmeichelhaft für die Mannschaft aus Gijón angesehen werden konnte, wie auch ihr Trainer José Molinuevo unumwunden zugab: „Die mexikanische Mannschaft ist der unseren überlegen, ihre Spieler haben die bessere Technik.“
Noch am Abend nach dem Spiel ging es mit dem Zug über Madrid nach Sevilla. Der nächste Gegner FC Sevilla hatte die spanische Liga zwar „nur“ auf dem neunten Platz beendet, war aber außerordentlich heimstark. So war hier zum Beispiel der FC Barcelona nicht über ein 1:1 hinaus gekommen und Meister Real Madrid hatte sogar eine 0:1-Niederlage bezogen. Auch gegen die Chivistas sahen die Sevillistas zunächst wie der sichere Sieger aus. Doch nachdem Salvador „Chava“ Reyes in der 48. Minute der 2:2-Ausgleich gelungen war, wurde aus dem Freundschaftsspiel eine ruppige Auseinandersetzung, in der der FC Sevilla mit allen Mitteln – auch unfairen – agierte und sich in einem überhart geführten Kampf schließlich mit 3:2 durchzusetzen verstand.
In den frühen Morgenstunden des folgenden Tages ging es mit dem Flugzeug nach Brüssel und anschließend mit dem Zug nach Lille. Gegner war diesmal der OSC Lille, dem als Zweitligameister soeben der Aufstieg in die höchste Spielklasse Frankreichs gelungen war. Obwohl die Mannschaft aus Lille mit großem Eifer agierte und Chivas mit den fünf mitgereisten Gastspielern antrat und somit eine nicht wirklich eingespielte Mannschaft präsentierte – weil einige Stammspieler die „Schlacht von Sevilla“ nicht schadlos überstanden hatten –, konnte der mexikanische Meister sich mit 1:0 durchsetzen. Für das goldene Tor in der 19. Minute sorgten zwei Gastspieler: Raúl „El Diablo“ Chávez erzielte es nach Vorlage von Guillermo „Chato“ Ortiz.
Rasch ging es zurück nach Belgien, wo mit dem Traditionsverein Standard Lüttich bereits der nächste Gegner wartete. Auch hier setzten sich die Mexikaner (durch ein Tor von Salvador Reyes auf Vorlage von Sabás Ponce) mit 1:0 durch, womit die Männer aus der belgischen Stahlhochburg Lüttich, die die letzte Meisterschaftsrunde auf dem dritten Platz beendet hatten, noch gut bedient waren. Denn Chivas hatte das Spiel über weite Strecken dominiert, war aber wiederholt am glänzend aufgelegten Torhüter Jean Nicolay gescheitert. Doch damit hatte das Team aus Jalisco bereits seinen Zenit erreicht. Denn von nun an machten sich die Reisestrapazen zunehmend bemerkbarer. Die Folgen waren ein Mangel an Konzentration und Treffsicherheit in der zweiten Hälfte der Tournee.
Das einzige Spiel von Chivas in Deutschland fand am 15. Mai in Bremen statt. Hier unterlag man Werder Bremen mit 1:2 (0:2). Die Grün-Weißen aus Bremen hatten die gerade zu Ende gegangene erste Bundesliga-Saison 1963/64 auf dem 10. Platz beendet, sollten aber im folgenden Jahr zum ersten Mal deutscher Meister werden. Neben der allgemeinen Erschöpfung lagen die Hauptgründe für diese Niederlage der Chivistas gemäß ihrer Vereinschronik an den „niedrigen Temperaturen, einem zu langen Rasen im Weserstadion und der körperlichen Stärke der Deutschen.“
Weil das Spiel in Bremen mit erheblicher Verzögerung begonnen hatte – das Schiedsrichtergespann war nicht erschienen und musste kurzfristig ersetzt werden –, verpasste die Chivas-Delegation ihren Zug und konnte daher erst am folgenden Tag nach Wien reisen, von wo aus man nach Bratislava gelang. Körperliche Erschöpfung führte zu einem relativ schwachen Auftritt der Mexikaner – die sich jedoch nie hängen ließen und stets ihr Bestes gaben, wie die mexikanische Presse lobend hervorhob – und einer vermeidbaren 0:1-Niederlage gegen den ŠK Slovan Bratislava, Vizemeister der tschechoslowakischen Liga.
Wenige Tage später gastierte Chivas wieder in Frankreich: zunächst gegen Angers (2:2), die in der französischen Meisterschaft den zehnten Rang belegt hatten, und anschließend gegen Rouen (1:1), die zwar nur den 14. Platz eingenommen, aber in 17 Heimspielen nur dreimal verloren hatten.
Sein letztes Spiel bestritt Chivas gegen den CD Mestalla aus Valencia, der zu jener in der Segunda División spielte und die vergangene Spielzeit auf dem vierten Rang abgeschlossen hatte. Hier verabschiedeten die Mexikaner sich mit der schlechtesten Leistung während ihrer Europatournee, die eine peinliche 1:2-Niederlage zur Folge hatte: das wohl zwangsläufige Resultat einer anstrengenden Reise mit zehn Spielen innerhalb von 28 Tagen.
Am Sonntag, dem 31. Mai 1964, flog die Delegation zurück nach Mexiko, wo sie bei ihrer Ankunft in Mexiko-Stadt von Tausenden Fans und Bewunderern begeistert in Empfang genommen wurde. Neben zahlreichen in der mexikanischen Hauptstadt lebenden Chivas-Fans waren auch viele Anhänger der alten Traditionsvereine CF Atlante und Club Necaxa anwesend.

### Alle Ergebnisse der Tournee aus Sicht von Chivas im Überblick
| Datum      | Gegner            | Ergebnis |
| ---------- | ----------------- | -------- |
| 30.04.1964 | FC Barcelona      | 2:2      |
| 03.05.1964 | Sporting Gijón    | 1:1      |
| 06.05.1964 | FC Sevilla        | 2:3      |
| 09.05.1964 | OSC Lille         | 1:0      |
| 12.05.1964 | Standard Lüttich  | 1:0      |
| 15.05.1964 | Werder Bremen     | 1:2      |
| 18.05.1964 | Slovan Bratislava | 0:1      |
| 20.05.1964 | Angers            | 2:2      |
| 23.05.1964 | Rouen             | 1:1      |
| 27.05.1964 | CD Mestalla       | 1:2      |

### Weitere Ausflüge nach Europa
In den Jahren 1994, 2009, 2012 und 2022 unternahm Chivas vier weitere Reisen nach Europa, bei denen zunächst 5 Spiele in Italien und bei den beiden folgenden Reisen jeweils 3 Spiele absolviert wurden. Während die Reise von 2009 noch quer durch Europa führte, beschränkte sich die Reise von 2012 auf Spiele gegen unterklassige Mannschaften aus Katalonien. Bei der Reise nach Spanien im Dezember 2022 trat Chivas in 2 Begegnungen mit den FC Getafe und Athletic Bilbao an.
Alle (bisher bekannten) Ergebnisse von Chivas gegen europäische Vereinsmannschaften sind nachzulesen unter: Deportivo Guadalajara/Statistik#Spiele gegen europäische Vereinsmannschaften

## Personen

### Folgende Spieler aus der Epoche des „Campeonísimo“ wurden mindestens fünfmal Meister
| Spieler              | Position     | Anzahl der Titel       |
| -------------------- | ------------ | ---------------------- |
| Sabás Ponce 1        | Mittelfeld   | 8 (1957–1970)          |
| José Villegas 1      | Verteidigung | 8 (1957–1970)          |
| Isidoro Díaz         | Mittelfeld   | 7 (1957–1965)          |
| Juan Jasso           | Verteidigung | 7 (1957–1965)          |
| Salvador Reyes       | Angriff      | 7 (1957–1965)          |
| Raúl Arellano        | Angriff      | 6 (1957–1964)          |
| Jaime Gómez 2        | Tor          | 6 (1957–1964)          |
| Héctor Hernández     | Angriff      | 6 (1959–1965)          |
| Guillermo Sepúlveda  | Verteidigung | 6 (1957, 60–62, 64–65) |
| Arturo Chaires       | Verteidigung | 5 (1961–1970)          |
| Francisco Flores     | Mittelfeld   | 5 (1957–1962)          |
| Crescencio Gutiérrez | Angriff      | 5 (1957–1962)          |
| Francisco Jara       | Angriff      | 5 (1961–1970)          |
| Javier Valdivia      | Angriff      | 5 (1961–1970)          |

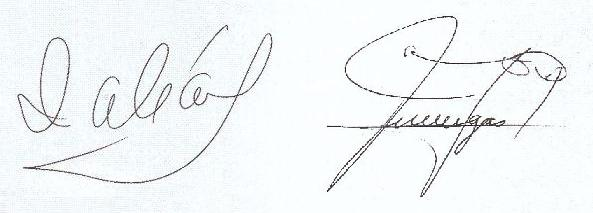
Autogramme von Sabás Ponce (links) und José Villegas, den Spielern mit den meisten Meistertiteln in der Primera División.

1Sabás Ponce und José Villegas sind die beiden einzigen Spieler, die achtmal Meister wurden. Sie waren nicht nur bei allen 7 Titelgewinnen im Zeitraum von 1957 bis 1965 dabei, sondern auch noch beim Gewinn der achten Meisterschaft im Jahre 1970.
2 Von den hier vorgestellten 14 Spielern wurden 11 in Guadalajara geboren und 2 weitere (José Villegas und Isidoro Diaz) im Bundesstaat Jalisco, dessen Hauptstadt Guadalajara ist. Somit galt Torhüter Jaime Goméz als der einzige „Fremde“ in dieser Mannschaft, denn er wurde in der Stadt Manzanillo im Bundesstaat Colima geboren.

### Die erfolgreichsten Torschützen des Vereins in der Primera División
| Spieler              | Zeitraum                          | Tore1 |
| -------------------- | --------------------------------- | ----- |
| Omar Bravo           | 2001–2008 / 2009–2010 / 2014–2016 | 132   |
| Salvador Reyes       | 1953–1966                         | 122   |
| Eduardo de la Torre  | 1983–1991                         | 090   |
| Benjamín Galindo     | 1986–1994 / 2000–2001             | 078   |
| Maximiano Prieto     | 1943–1950                         | 072   |
| Crescencio Gutiérrez | 1953–1962                         | 072   |
| Javier de la Torre   | 1943–1953                         | 070   |
| Javier Valdivia      | 1962–1970                         | 069   |
| Francisco Jara       | 1964–1970                         | 068   |
| Ramón Morales        | 1999–2009                         | 065   |
| Isidoro Díaz         | 1959–1966                         | 058   |
| Jaime Pajarito       | 1980–1985                         | 056   |
| Víctor Rangel        | 1976–1982                         | 053   |
| Tomás Balcázar       | 1945–1955                         | 051   |
| Ignacio Vázquez      | 1991–1999 / 2002–2003             | 050   |
| Alberto Medina       | 2001–2011                         | 050   |

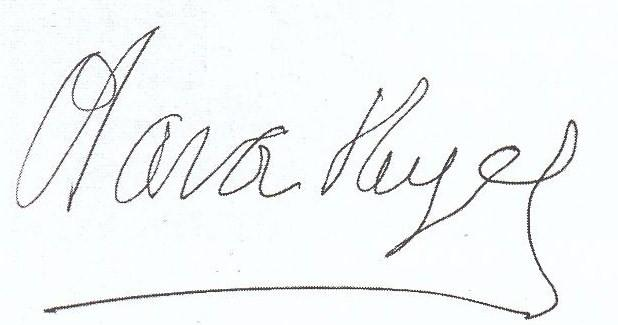
Autogramm von Salvador „Chava“ Reyes, dem lange Zeit erfolgreichsten Torjäger der Chivasi in der Primera División.

1 Gesamtzahl der Tore in der Primera División (Punktspielrunde einschließlich Ligillas)

### Weitere herausragende Spieler, die bei Chivas unter Vertrag standen

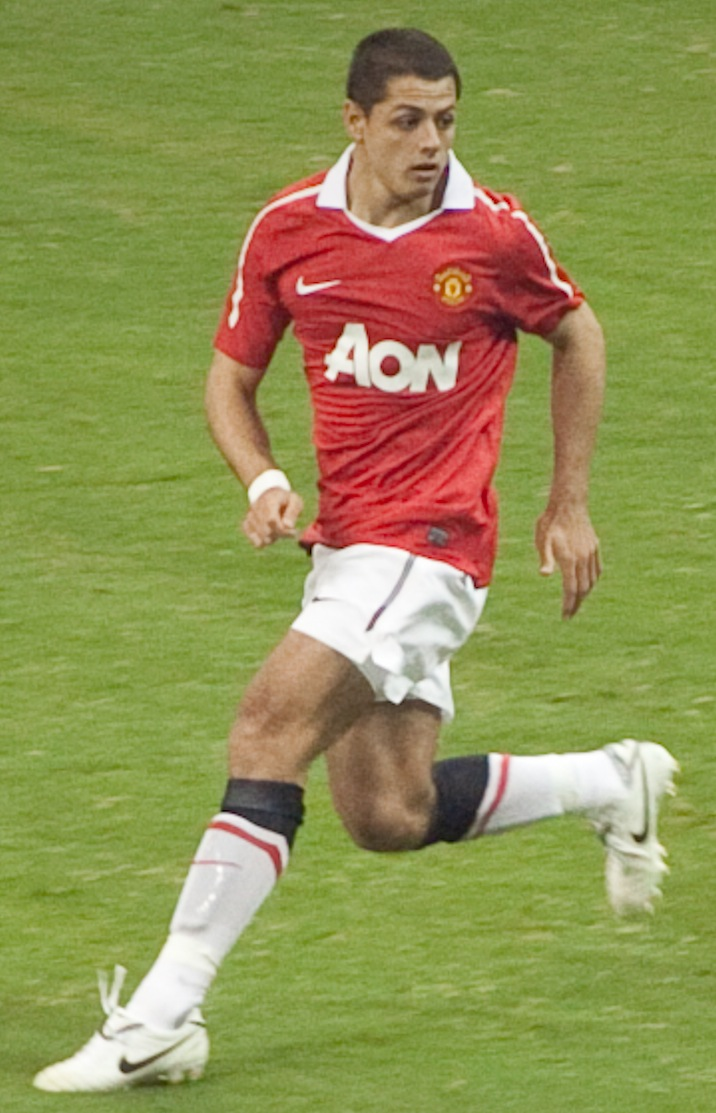
Chicharito ist der international bekannteste Spieler aus dem Talentschuppen des Vereins

- Adolfo Bautista (Mittelfeldspieler, 2004–2007 sowie 2010 bei Chivas, WM-Teilnehmer 2010)
- Carlos Calderón (Mittelfeldspieler, 1962–1973)
- Ignacio Calderón (Torwart, 1962–1974, WM-Teilnehmer 1966 und 1970)
- Javier Cárdenas Martínez (Mittelfeldspieler, 1978–1985, WM-Teilnehmer 1978)
- Chicharito (Stürmer, 2006–2010, WM-Teilnehmer 2010 und 2014)
- Alberto Coyote (Mittelfeldspieler, 1993–2001)
- Missael Espinoza (Mittelfeldspieler, WM-Teilnehmer 1994)
- Luis García Postigo (Stürmer, 1998–1999, WM-Teilnehmer 1994 und 1998)
- Gregorio Gómez (Verteidiger, WM-Teilnehmer 1950)
- Raúl Gómez (Mittelfeldspieler, 1967–1980)
- Javier Ledesma (Torwart, 1979–1985, 1986–1993)
- Sergio Lugo (Verteidiger, 1981–1992)
- Demetrio Madero (Verteidiger, 1980–1993)
- Jonny Magallón (Verteidiger, seit 2000, WM-Teilnehmer 2010)
- Guillermo Mendizábal (Mittelfeldspieler, 1986–1991, WM-Teilnehmer 1978)
- Luis Ernesto Michel (Torwart, 1995–2003, seit 2005, WM-Teilnehmer 2010)
- Alberto Onofre (Mittelfeldspieler, 1965–1974)
- Francisco Palencia (Mittelfeldspieler, 2003–2005, WM-Teilnehmer 1998 und 2002)
- Ricardo Pérez (Mittelfeldspieler, 1975–1986)
- Gonzalo Pineda (Mittelfeldspieler, seit 2006, WM-Teilnehmer 2006)
- Fernando Quirarte (Verteidiger, 1976–1989, WM-Teilnehmer 1986)
- Ramón Ramírez (Mittelfeldspieler, 1994–1998, 2002–2004, WM-Teilnehmer 1994 und 1998)
- Eduardo Ramos (Verteidiger, 1977–1981, WM-Teilnehmer 1978)
- Concepción Rodríguez (Stürmer, 1984–1990)
- Francisco Rodríguez (Verteidiger, 2002–2008, WM-Teilnehmer 2006)
- Carlos Salcido (Verteidiger, 2001–2006, WM-Teilnehmer 2006)
- Joel Sánchez Ramos (Verteidiger, 1995–1999, 2001–2003, WM-Teilnehmer 1998)
- Oswaldo Sánchez (Torwart, 1999–2006, WM-Teilnehmer 1998, 2002 und 2006)
- Claudio Suárez (Verteidiger, 1996–1999, WM-Teilnehmer 1994, 1998 und 2006)
- Eduardo de la Torre (Stürmer, 1982–1992)
- Luis Antonio Valdez (Mittelfeldspieler, 1986–1991, WM-Teilnehmer 1994)

### Die „beste Elf aller Zeiten“
Die mexikanische Sportzeitung Récord hat folgendes „Dreamteam“ des Club Deportivo Guadalajara mit den wichtigsten Spielern in der Vereinsgeschichte von Chivas ermittelt (die Jahreszahlen in Klammern beschreiben die Vereinszugehörigkeit):
Jaime Gómez (1949–1964) – Claudio Suárez (1996–2000), Guillermo Sepúlveda (1952–1966), Fernando Quirarte (1976–1989), José Villegas (1952–1972) – Benjamín Galindo (1986–1994 sowie 2000/01), Ramón Ramírez (1994–1998 sowie 2002–2004), Ramón Morales (1999–2009) – Salvador Reyes (1953–1967), Chicharito (2006–2010), Omar Bravo (2001–2008 sowie 2009/10).

### Die „schlechteste Elf aller Zeiten“
Als Kontrast zum oben genannten „Dreamteam“ mit den „herausragenden Spielern“ der Vereinsgeschichte hat der mexikanische Sportnachrichtendienst Medio Tiempo die vermeintlich „schlechteste Mannschaft“ der Vereinsgeschichte ermittelt. Berücksichtigt wurden – ansonsten zum Teil hervorragende – Spieler, die während ihrer Zeit bei Deportivo Guadalajara nicht überzeugen konnten (in Klammern sind die Jahre angegeben, in denen der jeweilige Spieler zum Aufgebot der ersten Mannschaft gehörte): Sergio Rodríguez (2008/09) – Sergio Pérez (Clausura 2013), Aarón Galindo (2009–2010), Edoardo Isella (2000/01), Edgar Solís (2005–2016) – Carlos Peña (2016–2017), Gael Sandoval (2018–2019), Ángel Reyna (2014–2016) – Aldo de Nigris (2013–2015), Jared Borgetti (Clausura 2009), Oribe Peralta (2019–2021).

### Trainer
Im Gegensatz zur bereits erörterten Spielerpolitik des Vereins, wonach nur (nicht eingebürgerte!) mexikanische Spieler unter Vertrag genommen werden dürfen, gibt es eine solche Begrenzung für den Trainerstab und die sportliche Leitung nicht. Seit Einführung des Profifußballs 1943 waren bisher insgesamt 56 Cheftrainer (einige davon auch in mehreren Etappen) für die erste Mannschaft verantwortlich, von denen 33 Mexikaner (einschließlich des nur kurzzeitig als Interimstrainer tätigen Ramón Morales) und 23 Ausländer im Sinne der FIFA-Regularien waren. Die bisherigen 12 Meistertitel des Vereins wurden von 3 Mexikanern (mit insgesamt 7 Erfolgen) und 4 Ausländern (mit insgesamt 5 Erfolgen) gewonnen. (Stand: Jahresende 2022)
Von den 23 ausländischen Trainern wurden 14 in Südamerika (8 in Argentinien, 3 in Uruguay sowie je einer in Brasilien, Paraguay und Peru) und 9 in Europa (3 in den Niederlanden, je 2 in Ungarn und Spanien sowie je einer in Schottland und dem ehemaligen Jugoslawien mit serbischer Nationalität) geboren.
Der am längsten für Deportivo Guadalajara tätige Trainer war der Mexikaner Javier de la Torre, der die Mannschaft von 1960 bis 1972 mehr als 12 Jahre lang betreute und auch die mit Abstand meisten Titel gewann: 5 Meisterschaften (1961, 1962, 1964, 1965, 1970), 2 Pokalsiege (1963 und 1970) sowie den Gewinn des 1962 erstmals ausgetragenen CONCACAF Champions’ Cup.
Die zweitlängste Trainertätigkeit verzeichnet der ebenfalls in Mexiko geborene Alberto Guerra, der die Mannschaft von 1982 bis 1989 insgesamt 7 Jahre am Stück und später noch einmal in den Spielzeiten 1993/94 und 1994/95 betreute; und das, obwohl er mit dem Verein nur einmal (1987) die mexikanische Fußballmeisterschaft gewann.
Der dritte mexikanische Meistertrainer war José Manuel de la Torre, der mit Deportivo Guadalajara den Meistertitel der Apertura 2006 gewann.
Der am längsten für Deportivo Guadalajara tätige ausländische Trainer war der Argentinier José María Casullo, der die Mannschaft mehr als 4 Jahre lang in der ersten Hälfte der 1950er-Jahre betreute. Casullo wurde verpflichtet, nachdem er mit dem Club León in den Spielzeiten 1947/48 und 1948/49 zweimal in Folge die mexikanische Fußballmeisterschaft gewinnen konnte. Ein Titel mit Guadalajara blieb ihm zwar verwehrt, aber unter seiner Leitung wurde der Verein zweimal Vizemeister (was ihm zuvor noch nicht gelungen war) und erreichte ebenfalls zweimal das Finale um die Copa México.
Exakt 4 Jahre am Stück war der Brasilianer Ricardo Ferretti von 1996 bis 2000 für Deportivo Guadalajara tätig und gewann den Meistertitel im Sommerturnier 1997. Mit insgesamt 7 Meistertiteln, von denen er 5 mit den UANL Tigres gewann, ist er der erfolgreichste ausländische Trainer der mexikanischen Liga und liegt gleichauf mit dem Mexikaner Ignacio Trelles, der mit 4 verschiedenen Vereinen insgesamt 7 Meistertitel gewann.
Der in der Meisterschaft erfolgreichste ausländische Trainer von Deportivo Guadalajara ist der Ungar Árpád Fekete, der den Verein von 1957 bis 1960 betreute und die Meistertitel der Jahre 1959 und 1960 gewann. Drei Jahre später gewann er den Meistertitel mit dem Stadtrivalen Club Deportivo Oro und verdrängte Deportivo Guadalajara am letzten Spieltag der Saison 1962/63 von der Tabellenspitze, womit er ihnen den fünften Titel in Serie verdarb.
Mit insgesamt 4 Titeln, die er in weniger als 3 Jahren zwischen 2015 und 2018 gewann, ist der Argentinier Matías Almeyda der erfolgreichste ausländische Trainer von Deportivo Guadalajara. Nachdem er mit dem Verein zunächst 2 weitere Siege in der Copa México feiern durfte, gewann er den zwölften (und bisher letzten) Meistertitel in der Clausura 2017 sowie im darauffolgenden Jahr zum zweiten Mal in der Vereinsgeschichte die CONCACAF Champions League. Der überaus erfolgreiche Almeyda beendete die Zusammenarbeit aus eigenem Entschluss, nachdem das Management des Vereins eine „finanzielle Konsolidierung“ angekündigt und sich gegen den Willen des Trainers von Schlüsselspielern getrennt hatte.
Nicht zu vergessen sind bei dieser Aufzählung der wichtigsten ausländischen Trainer der Uruguayer Donaldo Ross, der in der Saison 1956/57 den ersten Meistertitel der Vereinsgeschichte gewann, sowie der Ungar Jorge Orth, der die Mannschaft 3 Jahre lang von 1946 bis 1949 betreute und 1948 zum ersten Mal das Finale um die Copa México erreichte.

### Johan Cruyff bei Chivas

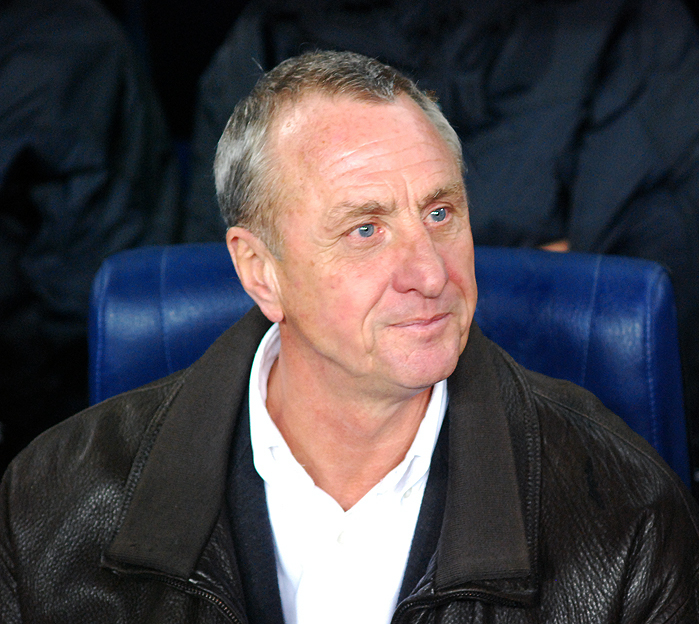
Johan Cruyff war 2012 als Berater für Chivas im Einsatz.

Am 24. Februar 2012 wurde die Verpflichtung von Johan Cruyff als sportlichem Berater des Vereins bekanntgegeben und am darauffolgenden Tag wurde Europas Fußballer der Jahre 1971, 1973 und 1974 in Guadalajara als neuer Generaldirektor des Vereins der Öffentlichkeit vorgestellt.
Auf seiner ersten Pressekonferenz erörterte Cruyff sein Vorhaben, einen Toptrainer finden zu wollen, der mit der Nachwuchsförderung des Vereins beauftragt werden solle. Ziel sei es, den Kinder- und Jugendmannschaften einen einheitlichen Spielstil zu vermitteln, um schließlich einen vereinseigenen Spielstil, den „Chivas-Stil“, zu entwickeln. Cruyff, der selbst ein Produkt der exzellenten Nachwuchsarbeit von Ajax Amsterdam war und als Trainer des FC Barcelona insgesamt 29 Nachwuchsspieler in die erste Mannschaft holte, was bis zu seiner Ankunft bei „Barça“ nur in seltenen Fällen vorkam, führte dieses System bereits in La Masia, der Nachwuchsförderung des FC Barcelona, ein.
Was bei der Verpflichtung von „Europas Fußballer des 20. Jahrhunderts“, der mit weitreichenden Vollmachten und einem Dreijahresvertrag ausgestattet worden war, zunächst so erfolgversprechend aussah, endete ziemlich unsanft. Denn der Verein beendete den Vertrag bereits Anfang Dezember 2012, weil Cruyff die in ihn gesetzten Erwartungen nicht erfüllt habe. Einen Monat später wurde auch der von Cruyff zu Beginn der Apertura 2012 verpflichtete niederländische Trainer John van ’t Schip gefeuert, nachdem er mit der Mannschaft im Viertelfinale der Meisterschaftsendrunde gescheitert war.
Van ’t Schip war bereits der dritte niederländische Trainer in Diensten des Club Deportivo Guadalajara. Begonnen hatte es in der Saison 1995/96 mit der Verpflichtung von Leo Beenhakker, der bereits nach dem zehnten Spieltag den glücklosen Fußball-Weltmeister von 1978, Osvaldo Ardiles, ablöste, der mit Chivas nur 2 Siege, 4 Remis und 4 Niederlagen erzielt hatte. Beenhakkers Einstand hätte kaum besser sein können. Das erste Spiel war ein Derby gegen den Stadtrivalen Atlas, das 5:2 gewonnen wurde. Von seinen ersten 10 Spielen als Trainer wurden 5 gewonnen und nur 1 verloren. Doch von den restlichen 14 Saisonspielen wurden nur 4 gewonnen, aber 8 verloren und die Meisterschaftsendrunde verpasst. Seine Entlassung am Ende der Saison war die beinahe folgerichtige Konsequenz.
Der nächste niederländische Trainer war Hans Westerhof, der die Mannschaft in der Apertura 2003 ebenfalls nach dem zehnten Spieltag übertragen bekam, nachdem sein Vorgänger Eduardo de la Torre eine Bilanz von nur 3 Siegen, einem Remis und 6 Niederlagen (davon 4 vor eigenem Publikum) vorzuweisen hatte. Westerhofs Bilanz war mit 6 Siegen, einem Remis und 2 Niederlagen aus den restlichen 9 Begegnungen so überzeugend, dass er die Mannschaft auch in der Clausura 2004, der Rückrunde derselben Saison, trainieren durfte, obwohl Chivas bereits in der Repechaje, der Qualifikation zur Meisterschaftsendrunde der Apertura 2003, gescheitert war. Auch in der Apertura 2004 wusste die von Westerhof trainierte Mannschaft mit der Bilanz von 10 Siegen, 4 Remis und 5 Niederlagen sowie dem anschließenden Einzug in die Finalspiele um die mexikanische Fußballmeisterschaft zu überzeugen. Obwohl die Finalspiele gegen den Hauptstadtverein UNAM Pumas (nach einem 1:1 im Hin- und einem 0:0 im Rückspiel) erst mit 4:5 im Elfmeterschießen verloren wurden, weil Rafael Medina als letzter Schütze nicht verwandeln konnte, wurde Westerhof anschließend entlassen. Nachdem Chivas in der Apertura 2005 in seiner Gruppe den letzten Platz belegt und mit nur 19 Punkten die Meisterschaftsendrunde deutlich verpasst hatte, wurde Westerhof zu Beginn der Clausura 2006, der Rückrunde derselben Saison, erneut engagiert. Diesmal erzielte die von ihm trainierte Mannschaft allerdings nur 3 Siege, 4 Remis und 3 Niederlagen, so dass Westerhof bereits nach zehn Spieltagen ersetzt wurde.
Dennoch wird Westerhof immer wieder mal mit Deportivo Guadalajara in Verbindung gebracht. So besuchte er in Gegenwart des aktuellen Vereinspräsidenten Amaury Vergara im März 2022 den Vereinssitz Verde Valle.

### Präsidenten

Die an der Vereinsgründung beteiligten Brüder Orozco waren auch die ersten beiden Präsidenten.

| - 1908–1911 : Rafael Higinio Orozco - 1911–1914 : Gregorio Orozco - 1915–1918 : Ramón J. Fregoso - 1919–1922 : José Fernando Espinosa - 1923–1925 : Salvador Mejía - 1926–1927 : Ramón J. Fregoso - 01928 : Juan Billon - 1929–1930 : Everardo S. Espinosa - 1931–1932 : Salvador Mejía - 1933–1934 : José Proto García - 1935–1936 : José Fernando Espinosa - 1936–1937 : Ramiro Álvarez Tostado - 1937–1938 : José Armando Suárez - 1939–1940 : Antonio Villalvazo - 01941 : Pedro Ramírez - 1941–1943 : Jesús Mendoza Gámez - 01943 : Donato Soltero Leal - 1944–1948 : Ignacio López Hernández - 1949–1953 : Federico González Obregón | - 1954–1956 : Antonio Levy - 1956–1958 : Evaristo Cárdenas - 1959–1961 : Federico González Obregón - 1961–1963 : Alberto Esponda Macías - 1963–1967 : Jorge Agnesi Daesslé - 1967–1973 : Enrique Ladrón de Guevara - 1973–1975 : Jaime Ruiz Llaguno - 1975–1977 : Evaristo Cárdenas - 1977–1983 : Alfonso Cuevas Calvillo - 1983–1985 : Carlos González Lozano - 1985–1988 : Marcelino García Paniagua - 1988–1990 : Sergio Ruiz Lacroix - 1990–1991 : Francisco González Paul - 1991–1993 : Aurelio Martínez - 1993–1995 : Jorge Alarcón Collignon - 1996–1999 : Rafael Jazo Ceballos - 1999–2002 : Francisco Cárdenas Moreno - 2002–2019 : Jorge Vergara Madrigal - seit 20190 : Amaury Vergara Zatarain |

Quelle: rsssf.org

### Chivas-Spieler in Europa

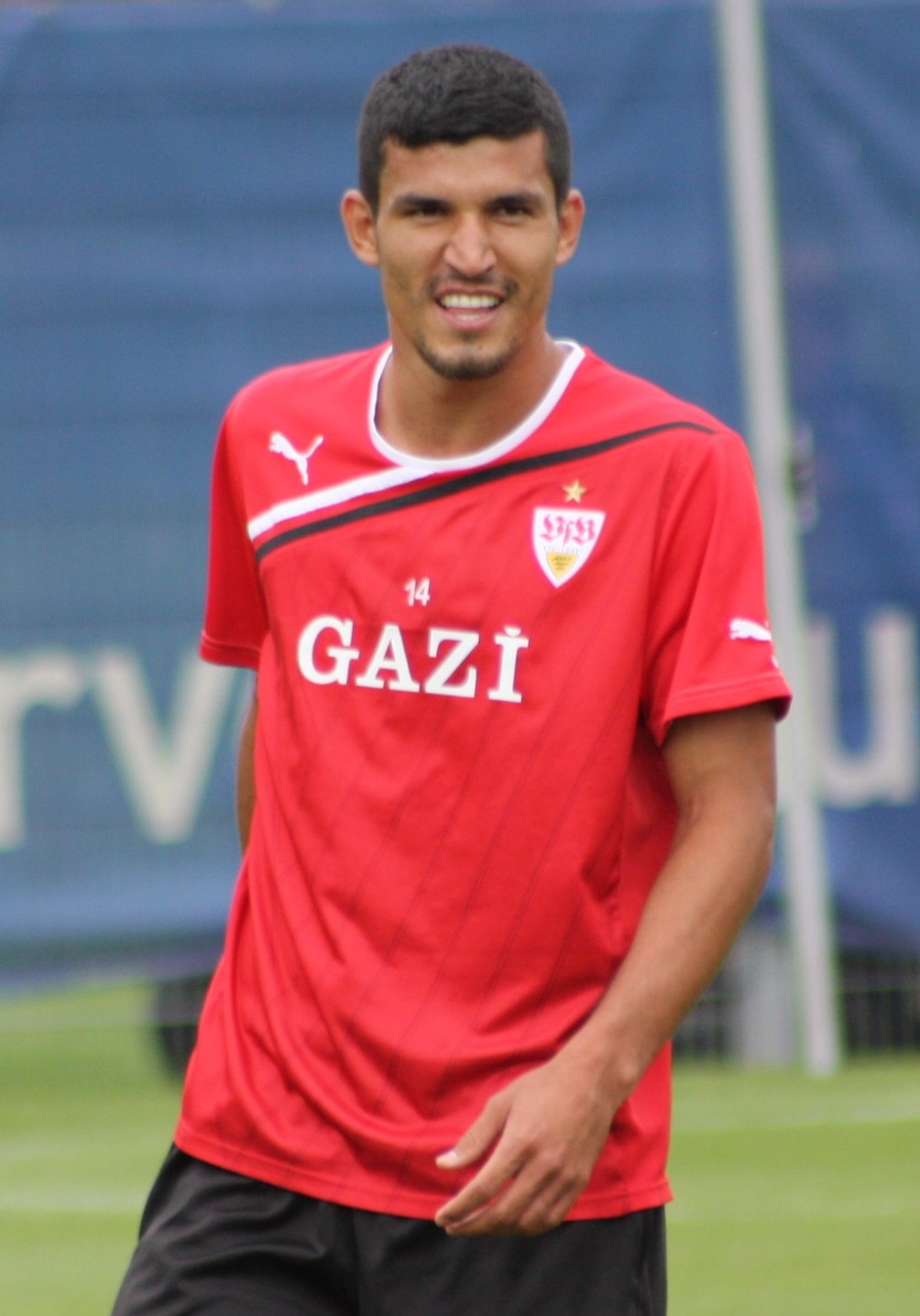
„Maza“ Rodríguez war der erste Spieler von Chivas in der Fußball-Bundesliga.

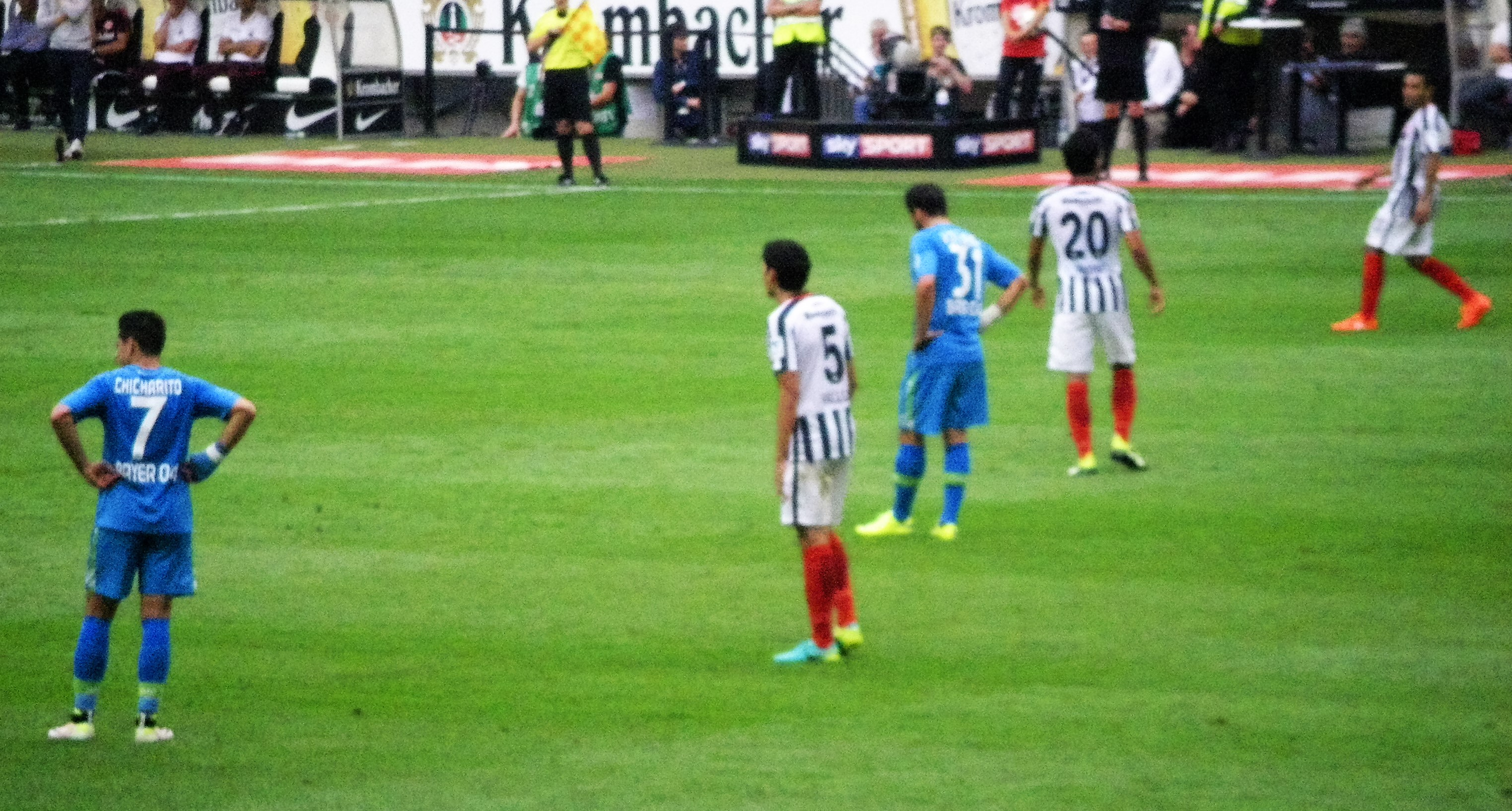
Zum ersten Mal in der Geschichte der Fußball-Bundesliga standen sich am 17. September 2016 in der Frankfurter Commerzbank-Arena zwei ehemalige Spieler von Chivas gegenüber und erzielten zudem jeder ein Tor: Chicharito (links unten) für Bayer 04 Leverkusen den Ausgleich zum 1:1 und der „Spieler des Spiels“ Marco Fabián (rechts oben) den Siegtreffer zum 2:1 für Eintracht Frankfurt.

Bisher waren folgende Chivas-Spieler in Europa vertreten:
| Spieler                    | Land                                        | Verein                                                                          | Spielzeiten                                            |
| -------------------------- | ------------------------------------------- | ------------------------------------------------------------------------------- | ------------------------------------------------------ |
| Eduardo de la Torre        | Spanien                                     | Deportivo Xerez                                                                 | 1988                                                   |
| José Manuel de la Torre    | Spanien                                     | Real Oviedo                                                                     | 1988–1989                                              |
| Manuel Vidrio              | Spanien                                     | CA Osasuna                                                                      | 2002                                                   |
| Carlos Salcido             | Niederlande England                         | PSV Eindhoven FC Fulham                                                         | 2006–2010 2010–2011                                    |
| Carlos Vela                | Spanien England                             | UD Salamanca CA Osasuna FC Arsenal                                              | 2006–2007 2007–2008 2008–2011                          |
| Francisco „Maza“ Rodríguez | Niederlande Deutschland                     | PSV Eindhoven VfB Stuttgart                                                     | 2008–2011 2011–2012                                    |
| Omar Bravo                 | Spanien                                     | Deportivo La Coruña                                                             | 2008–2009                                              |
| Carlos Plascencia 1        | Spanien                                     | Atlético Madrid                                                                 | 2008–2010                                              |
| Víctor Perales             | Belgien                                     | KRC Mechelen                                                                    | 2009–2010                                              |
| Chicharito                 | England Spanien Deutschland England Spanien | Manchester United Real Madrid Bayer 04 Leverkusen West Ham United FC Sevilla    | 2010–2014 2014–2015 2015–2017 2017–2019 2019–2020      |
| Ulises Dávila              | England Niederlande Spanien Portugal        | FC Chelsea 2 Vitesse Arnhem CE Sabadell FC Córdoba CD Teneriffa Vitória Setúbal | 2011–2015 2011–2012 2012–2013 2013–2014 2014–2015 2015 |
| Raúl Gudiño                | Portugal Zypern                             | FC Porto 3 União Madeira APOEL Nikosia                                          | 2014–2017 2016 2017–2018                               |
| Marco Fabián               | Deutschland                                 | Eintracht Frankfurt                                                             | 2016–2019                                              |
| Carlos Salcedo             | Italien Deutschland                         | AC Florenz Eintracht Frankfurt                                                  | 2016–2017 2017–2019                                    |
| Oswaldo Alanís             | Spanien                                     | FC Getafe Real Oviedo                                                           | 2018 2018–2019                                         |
| Jorge Enríquez             | Zypern                                      | Omonia Nikosia                                                                  | 2018                                                   |
| José de Jesús González     | Spanien                                     | CD Tudelano                                                                     | 2018–2019                                              |
| Marco Granados             | Griechenland                                | FC Aiginiakos                                                                   | 2019                                                   |
| Edson Torres               | Spanien                                     | CD Tudelano                                                                     | 2019                                                   |
| Luis Olivas                | Spanien                                     | CD Tudelano                                                                     | 2019–2020                                              |
| Pável Pérez                | Spanien                                     | CD Toledo                                                                       | 2019–2020                                              |

1 Carlos Isaac Plascencia Zavala (* 30. Mai 1994) wurde in der Nachwuchsabteilung von Chivas ausgebildet und ging im Sommer 2008 als Vierzehnjähriger zu Atlético Madrid. Im Sommer 2010 kehrte er nach Mexiko zurück und wurde zunächst im Nachwuchsteam von Atlas Guadalajara aufgenommen. Drei Jahre später wechselte er zum Drittligisten Pioneros de Cancún, bei dem er in der Saison 2013/14 unter Vertrag stand.
2 kein Einsatz bei Chelsea, bei denen er unter Vertrag stand. Für die anderen Vereine spielte Dávila auf Leihbasis.
3 Einsätze nur in der B-Mannschaft
Wenn auch einige bei Chivas ausgebildete Spieler ihr Geld vorübergehend im fernen Ausland verdienen bzw. verdient haben, so ist ihnen der Verein nicht selten eine Herzensangelegenheit geblieben. So hat der bei Eintracht Frankfurt unter Vertrag stehende Marco Fabián seinen Lieblingsverein Chivas trotz der großen Entfernung nie aus den Augen verloren und Chicharito zog folgenden Vergleich zwischen Chivas und seinen anderen Vereinen: „I always want my old clubs to do well. But I have only one love in my life in football – my home club – Chivas, in Guadalajara. The other clubs are my girlfriends.“ (dt. „Ich will immer, dass meine früheren Vereinen gut abschneiden. Aber ich habe nur eine Liebe in meinem Fußballleben – meinen Heimatverein – Chivas, in Guadalajara. Die anderen Vereine sind meine Freundinnen.“)

### Aktueller Kader (Apertura 2025)
Stand: 20. Juli 2025
| Nr. |        | Position | Name               |
| --- | ------ | -------- | ------------------ |
| 1   | Mexiko | TW       | Raúl Rangel        |
| 2   | Mexiko | AB       | Alan Mozo          |
| 3   | Mexiko | AB       | Gilberto Sepúlveda |
| 4   | Mexiko | AB       | Miguel Tapias      |
| 5   | Mexiko | MF       | Bryan González     |
| 6   | Mexiko | MF       | Omar Govea         |
| 7   | Mexiko | ST       | Cade Cowell        |
| 9   | Mexiko | ST       | Alan Pulido        |
| 10  | Mexiko | MF       | Efraín Álvarez     |
| 11  | Mexiko | MF       | Isaác Brizuela     |
| 13  | Mexiko | TW       | Óscar Whalley      |
| 14  | Mexiko | ST       | Chicharito         |
| 15  | Mexiko | MF       | Erick Gutiérrez    |
| 17  | Mexiko | MF       | Luis Romo          |

| Nr. |        | Position | Name               |
| --- | ------ | -------- | ------------------ |
| 18  | Mexiko | AB       | Luis Olivas        |
| 19  | Mexiko | AB       | Diego Campillo     |
| 21  | Mexiko | AB       | José Castillo      |
| 23  | Mexiko | MF       | Daniel Aguirre     |
| 24  | Mexiko | AB       | Miguel Gómez       |
| 25  | Mexiko | ST       | Roberto Alvarado   |
| 26  | Mexiko | ST       | Hugo Camberos      |
| 27  | Mexiko | AB       | Leonardo Sepúlveda |
| 28  | Mexiko | MF       | Rubén González     |
| 29  | Mexiko | ST       | Teun Wilke         |
| 31  | Mexiko | ST       | Yael Padilla       |
| 33  | Mexiko | AB       | Raúl Martínez      |
| 34  | Mexiko | ST       | Armando González   |
| 37  | Mexiko | MF       | Richard Ledezma    |

## Erfolge

### Nationale Turniere
- Mexikanischer Meister (12): 1957, 1959, 1960, 1961, 1962, 1964, 1965, 1970, 1987, Verano 1997, Apertura 2006, Clausura 2017
- Vizemeister (10): 1952, 1955, 1963, 1969, México 70, 1983, 1984, Invierno 1998, Clausura 2004, Clausura 2023
- Mexikanischer Pokalsieger (4): 1963, 1970, Apertura 2015, Clausura 2017
- Pokalfinalist (7): 1948, 1951, 1954, 1955, 1967, Clausura 2015, Apertura 2016
- Mexikanischer Supercup (7): 1957, 1959, 1960, 1961, 1964, 1965, 1970 (Rekordsieger)
- InterLiga (1): 2009
- Meister der Liga Occidental (13): 1909, 1910, 1912, 1922, 1923, 1924, 1925, 1928, 1929, 1930, 1933, 1935, 1938 (Rekordmeister)

### Internationale Turniere
- CONCACAF-Champions’-Cup-Sieger (2): 1962 (erster Cup-Sieger in dessen Historie), 2018
- Finalist im CONCACAF Champions’ Cup (2): 1963,[132] 2007
- Finalist der Copa Libertadores (1): 2010
- Halbfinalist der Copa Libertadores (2): 2005, 2006
- Teilnehmer an der FIFA-Klub-Weltmeisterschaft: 2018 (6. Platz)

### Andere Turniere
- Sieger der Pentagonales Internacionales: 1958 und 1961 (in Mexiko-Stadt) sowie 1962 (in Guadalajara)
- Sieger der Trofeo Árbol de Gernika: 2023

### Reservemannschaften

#### Titel auf der zweiten Ebene des Ligasystems
- Meister der Liga de Expansión MX: Clausura 2023, Apertura 2024 (CD Tapatío)
- Campeón de Campeones der Liga de Expansión MX: 2022/23, 2024/25 (CD Tapatío)

#### Titel auf der dritten Ebene des Ligasystems
- Meister der Segunda División 'B': 1985/86 und 1993/94 (CD Tapatío)
- Meister der Filialteams der Segunda División: Apertura 2003, Apertura 2004, Clausura 2005 und Clausura 2008 (CD Guadalajara “B”) sowie Apertura 2006 (Chivas San Rafael)
- Meister der Liga Premier de Ascenso: Torneo Revolución 2011 (Clausura 2011, Chivas Rayadas)

#### Titel auf der vierten bzw. fünften Ebene des Ligasystems
- Meister des Torneo Ascenso der Tercera División: 1999/00 (CD Guadalajara “B”)
- Meister der Filialteams der Tercera División: 1993/94 (CD Guadalajara “B”), Clausura 2005, Apertura 2005, 2009/10, 2011/12 und 2016/17 (CD Guadalajara “C”)

## Nachwuchsarbeit
Die Nachwuchsarbeit des Vereins gilt als vorbildlich und die „Cantera Rojiblanca“ (die „rot-weiße Nachwuchsschmiede“) wird häufig als die beste von Mexiko angesehen. Bei einem internationalen Vergleich im Jahr 2022 über die Einsatzzeiten junger Spieler aus dem eigenen Nachwuchs mit den meisten Spielminuten in der ersten Vereinsmannschaft belegte Chivas in Mexiko den ersten Rang und landete weltweit auf dem elften Platz. Der Nachwuchsbereich von Deportivo Guadalajara hat in vielen Altersklassen die meisten Titel auf nationaler Ebene vorzuweisen und gilt seit jeher als ein entscheidendes Fundament in der Erfolgsgeschichte des Vereins.
Schon früh machte der Verein aus der Not eine Tugend. Wie alle Vereine aus dem Großraum von Guadalajara litt auch er schon in der Amateurepoche des mexikanischen Fußballs unter dem Nachteil, den großen Hauptstadtvereinen in einigen wesentlichen Aspekten unterlegen zu sein. Denn vor Einführung der landesweiten Profiliga zur Saison 1943/44 warben die wohlhabenden und einflussreichen Vereine aus Mexiko-Stadt immer wieder die besten Spieler aus Guadalajara mit lukrativen Angeboten ab. Im Gegensatz zum Bundesstaat Jalisco, wo der Fußball tatsächlich ein Amateursport war, missachteten die großen Hauptstadtvereine den Amateurstatus und zahlten Gelder bzw. gewährten andere Vergünstigungen.
Aus der Talentschmiede des Club Deportivo Guadalajara gingen viele mexikanische Nationalspieler hervor, von denen 21 im Kader mindestens einer Fußball-Weltmeisterschaft standen und zusammen auf 33 WM-Teilnahmen kommen. Dreimal bei einer WM vertreten waren Javier Hernández (12 WM-Spiele, 4 WM-Tore), Francisco Rodríguez (9 Spiele), Carlos Salcido (10 Spiele) und Alfredo Talavera (ohne Einsatz). Auf zwei WM-Teilnahmen brachten es Ignacio Calderón (6 Spiele) – der bisher einzige mexikanische Torhüter, der die Vorrunde einer Fußball-Weltmeisterschaft ohne Gegentor überstand –, Arturo Chaires (3 Spiele), Marco Fabián (4 Spiele) und Carlos Vela (6 Spiele, 1 Tor). Je einmal zu einer WM berufen wurden Omar Bravo (3 Spiele, 2 Tore) – der erfolgreichste Torjäger des Vereins in der höchsten Spielklasse –, Francisco Jara, Jonny Magallón, Alberto Medina, Luis Michel, Miguel Ponce, Max Prieto (alle ohne Einsatz), Fernando Quirarte (5 Spiele, 2 Tore), Víctor Rangel (3 Spiele, 1 Tor), Joel Sánchez (2 Spiele), Luis Valdez (1 Spiel), Javier Valdivia (4 Spiele, 2 Tore) und Manuel Vidrio (4 Spiele).
Auf der Suche nach den größten Talenten des Landes veranstaltet der Verein seit 2003 regelmäßig Trainingslager während der Ferienzeit und hat eine Reihe von Fußballschulen eröffnet, die als sogenannte Franquicias Oficiales agieren. Die entsprechende Lizenz für die jeweilige Fußballschule wird vom Verein in der Regel für jeweils eine Saison ausgestellt und ggfs. verlängert. So gab es im November 2011 landesweit 68 vom Verein lizenzierte Fußballschulen, in deren 61 im August 2014 bestehenden Zentren mehr als 5500 Minderjährige ausgebildet wurden.
Derzeit (Stand: Februar 2023) unterhält der Verein 44 Ausbildungsstätten, von denen sich 9 im heimatlichen Bundesstaat Jalisco und 8 im Großraum von Mexiko-Stadt (3 davon direkt in der mexikanischen Hauptstadt und 5 in unmittelbarer Umgebung im Bundesstaat México) befinden. Jeweils 4 befinden sich in den Bundesstaaten Baja California und Guanajuato, jeweils 2 in den Bundesstaaten Colima, Nuevo León und Tamaulipas sowie je eine in den Bundesstaaten Aguascalientes, Campeche, Chihuahua, Coahuila, Durango, Michoacán, Morelos, Nayarit, Quintana Roo, Sinaloa, Sonora, Tabasco und Veracruz.
Die Fußballschulen des Vereins (gemeinhin als Escuelas Chivas bezeichnet) tragen neuerdings die offizielle Bezeichnung Rebaño Chivas (spanisch für Ziegenherde).
Einmal jährlich bietet sich den verschiedenen Altersgruppen der jeweiligen Schulen die Gelegenheit, sich in der „Copa Escuela Chivas“, einem großen vereinsinternen Turnier, miteinander zu messen. Außerdem nimmt Deportivo Guadalajara mit einigen seiner Jugendmannschaften auch an internationalen Wettbewerben mit Nachwuchsmannschaften anderer Vereine teil und veranstaltet mit der Copa Chivas selbst ein Turnier, an dem Nachwuchsmannschaften namhafter internationaler Vereine teilnehmen.